# Nadar
Gaspard-Félix Tournachon, thường được biết đến với nghệ danh Nadar (6 tháng 4 năm 1820 - 21 tháng 3 năm 1910) là một nghệ sĩ và nhà du hành người Pháp. Nadar được biết tới nhiều nhất qua vai trò nhiếp ảnh gia, từ năm 1850 ông đã cho xuất bản một loạt chân dung những nhân vật nổi bật văn hóa Pháp và châu Âu như Franz Liszt, Charles Baudelaire, Hector Berlioz, Gioacchino Rossini, Sarah Bernhardt, Jacques Offenbach, George Sand, Gérard de Nerval, Théodore de Banville, Jules Favre, Guy de Maupassant, Édouard Manet, Gustave Doré, Gustave Courbet, Loïe Fuller, Zadoc Kahn, Charles Le Roux và Hector de Sastres. Cho đến nay các bức chân dung này vẫn được coi là những chân dung chân thực và xuất sắc nhất về các nhân vật nổi tiếng của văn hóa châu Âu cuối thế kỷ 19.

## Tiểu sử
Nadar sinh năm 1820 ở Paris trong một gia đình gốc Lyon, bố của Nadar là ông Victor Tournachon, một thợ in và người xuất bản sách. Sau khi học phổ thông tại trường trung học Condorcet, quận 9, Paris, Nadar quay về Lyon học nghề y. Tuy nhiên sau khi ông Victor Tournachon qua đời năm 1837, Nadar phải ngừng học để làm việc trợ giúp gia đình. Nadar làm việc cho nhiều báo của Lyon rồi Paris, công việc này đã giúp ông kết bạn được với nhiều nhân vật nổi tiếng của thuộc giới văn nghệ sĩ Pháp như Gérard de Nerval, Charles Baudelaire và Théodore de Banville. Những người bạn nghệ sĩ này đã đặt cho ông biệt danh Tournadar vì ông có thói quen thêm phần đuôi dar vào cuối mỗi từ, Tournadar sau này được rút ngắn thành Nadar, nghệ danh gắn liền với ông cho đến cuối đời.
Năm 1854, Nadar lập gia đình với Ernestine, một phụ nữ xuất thân từ gia đình Tin Lành giàu có. Tuy đã có vợ nhưng Nadar vẫn đón tiếp nồng nhiệt bạn bè văn nghệ sĩ như thời gian trước đó. Ông bắt đầu dùng nghệ thuật nhiếp ảnh để ghi lại chân dung những người bạn mà rất nhiều trong số đó sau này đã trở thành những nhân vật nổi tiếng của văn hóa Pháp và châu Âu cuối thế kỷ 19. Là người yêu thích kỹ thuật mới, Nadar còn thực hiện nhiều cuộc du hành bằng khí cầu mặt trời và thực hiện những bức ảnh chụp từ không trung. Các cuộc du hành của Nadar đã tạo cảm hứng cho nhà văn Jules Verne viết tác phẩm khoa học viễn tưởng nổi tiếng Năm tuần trên khí cầu (Cinq semaines en ballon, 1962), một trong các nhân vật chính của Từ Trái Đất tới Mặt Trăng (De la Terre à la Lune) cũng được Verne đặt tên là Michel Ardan, một cách tráo vị trí chữ của Nadar.
Quãng thời gian hoạt động tích cực trong ngành hàng không của Nadar bị cắt đứt bởi sự kiện quân Phổ tiến vào Paris và Công xã Paris. Ông quay trở lại với nghề nhiếp ảnh và báo chí. Năm 1904 Nadar qua đời ở tuổi 90 tại thủ đô nước Pháp.

## Tác phẩm

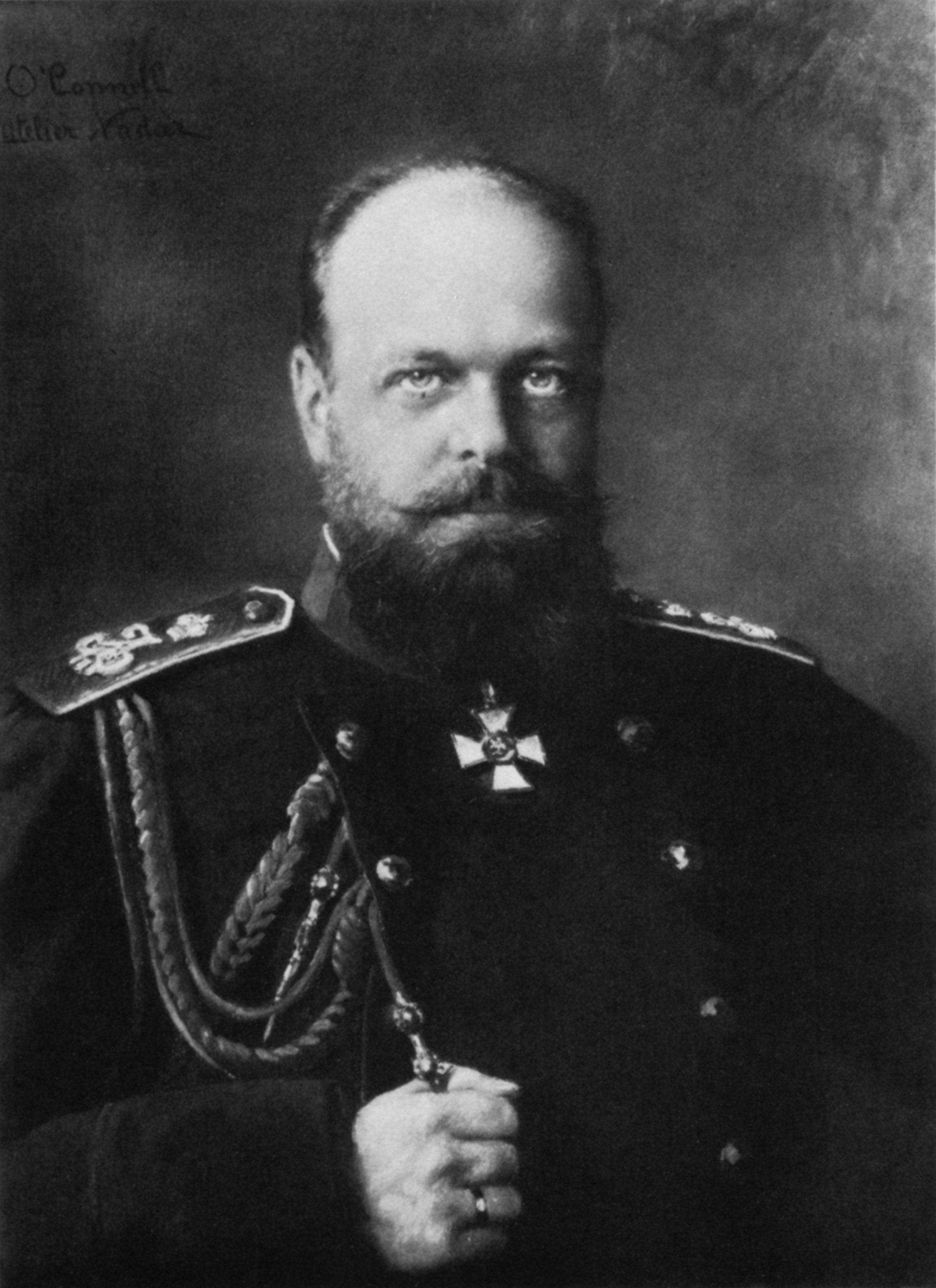
Alexander III của Nga
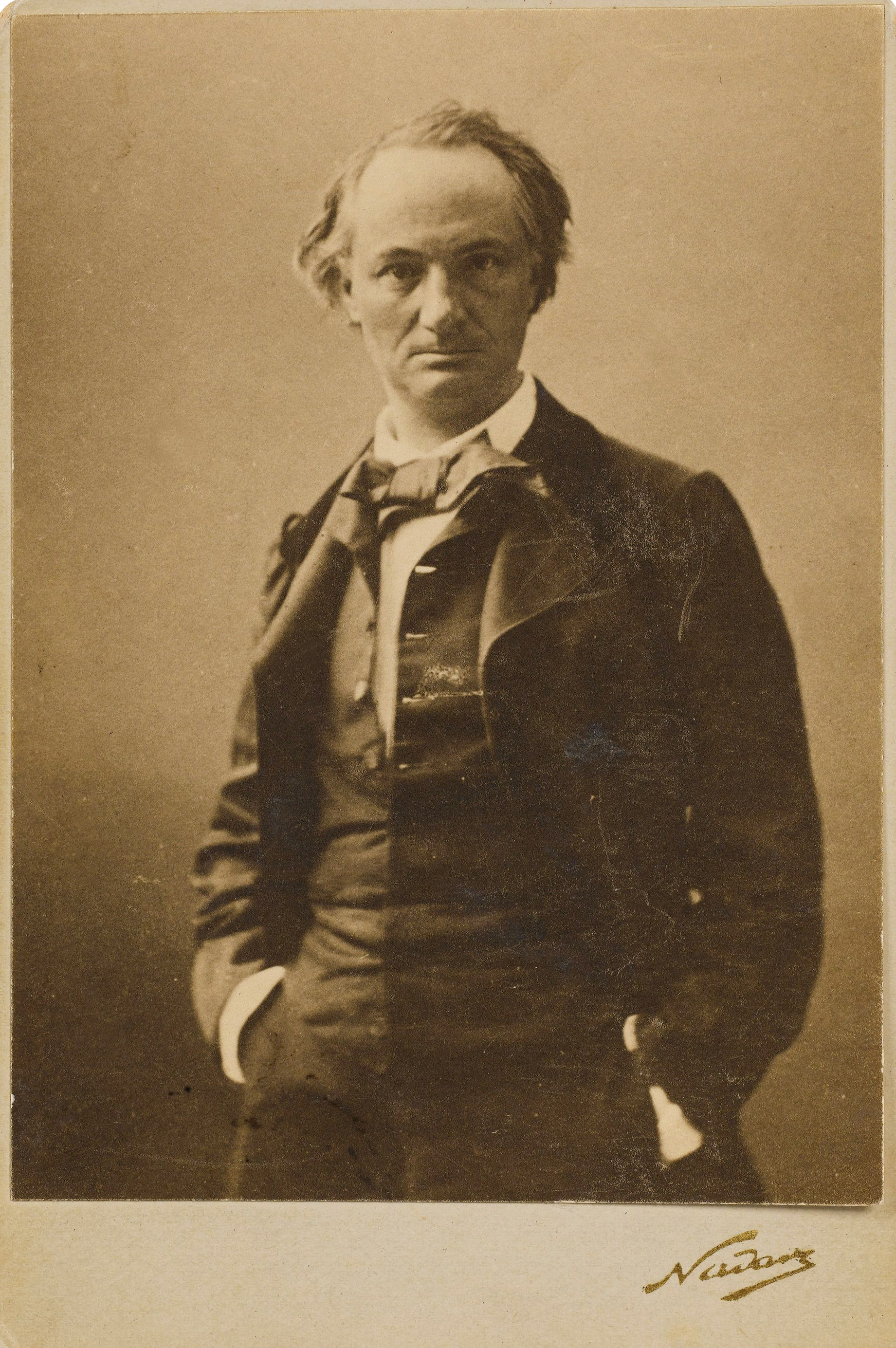
Charles Baudelaire
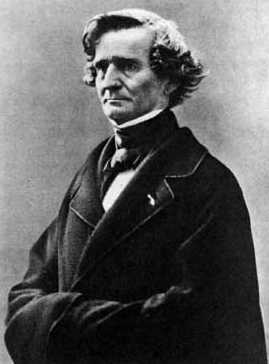
Hector Berlioz
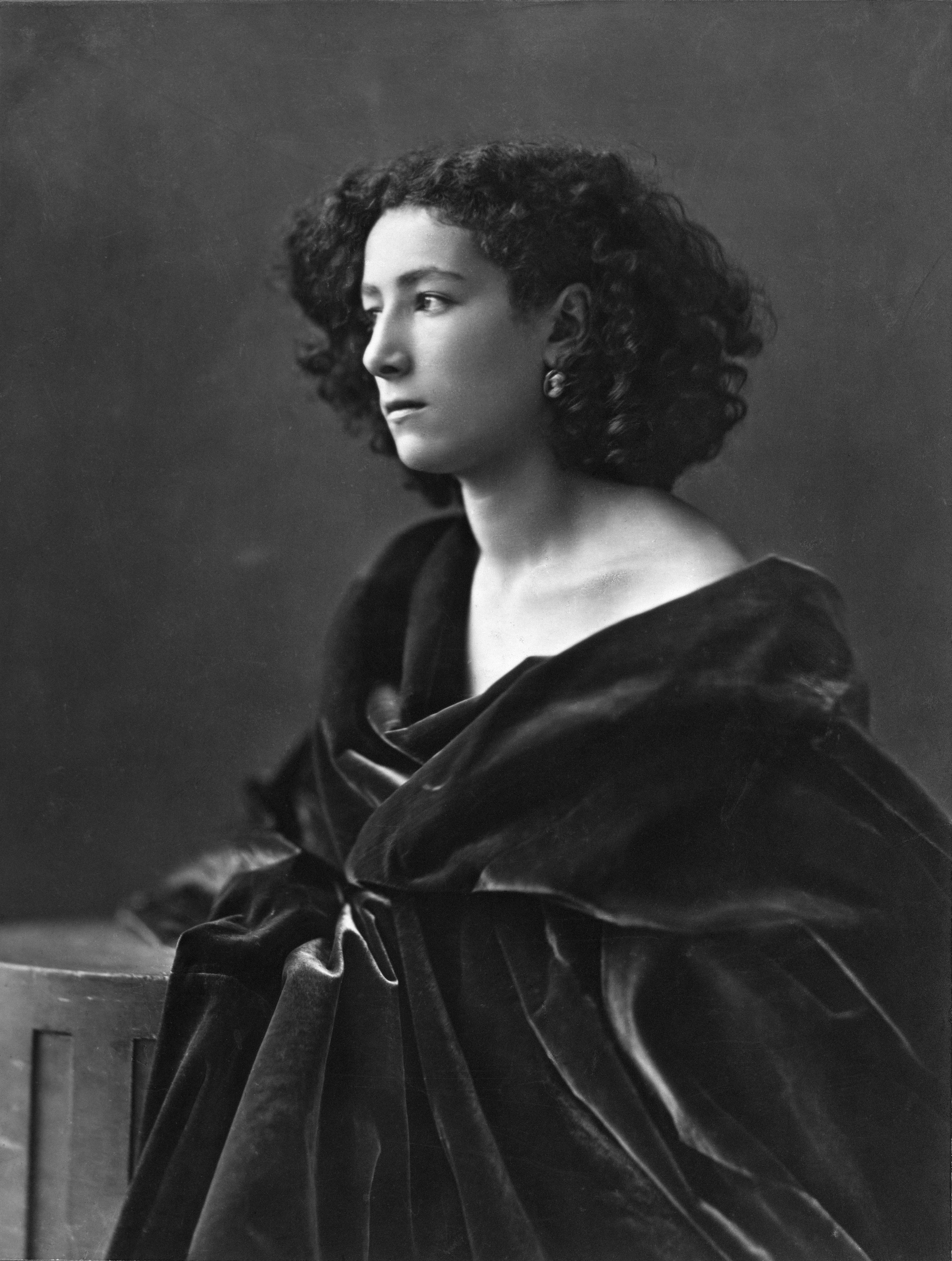
Sarah Bernhardt
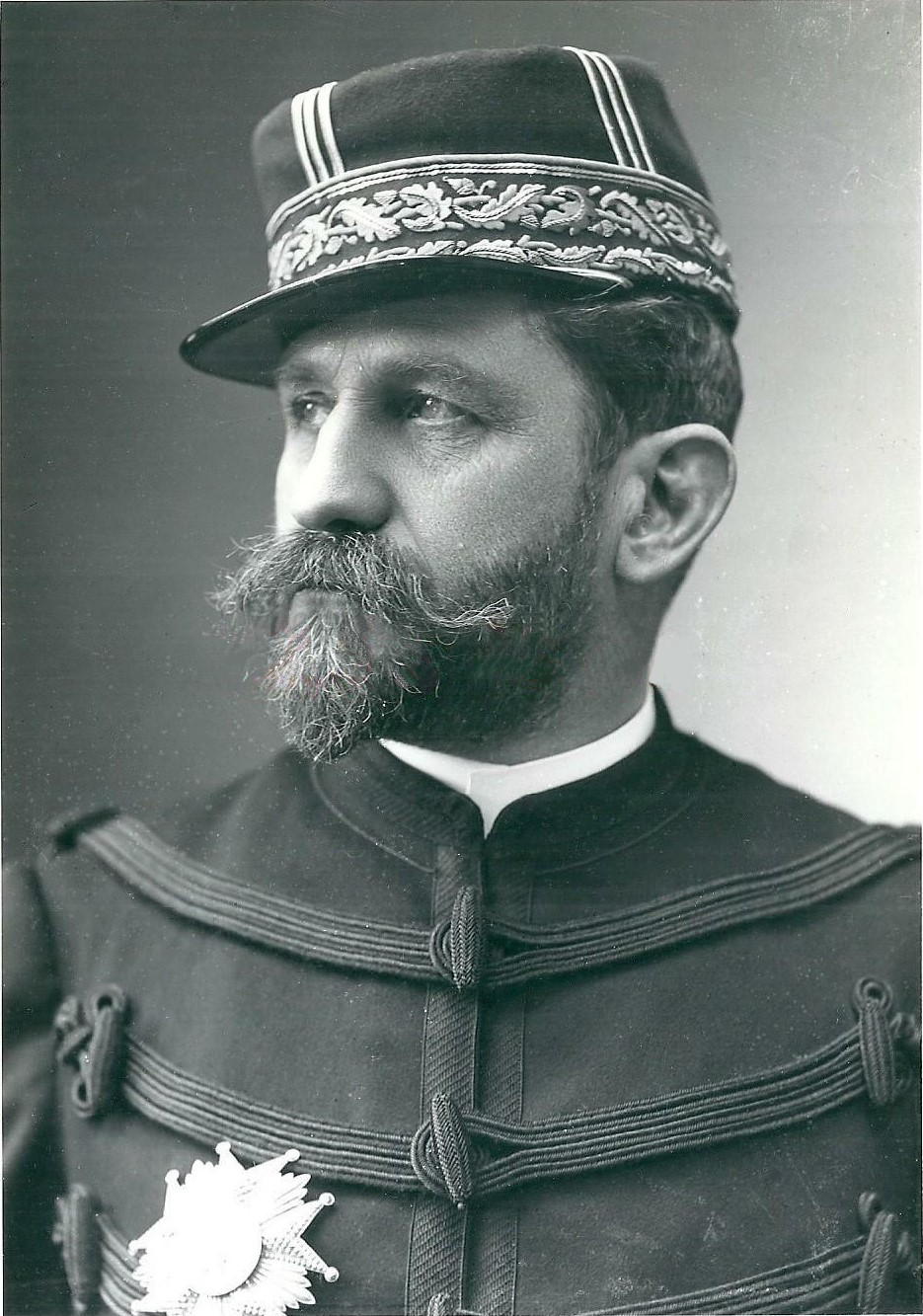
Georges Boulanger
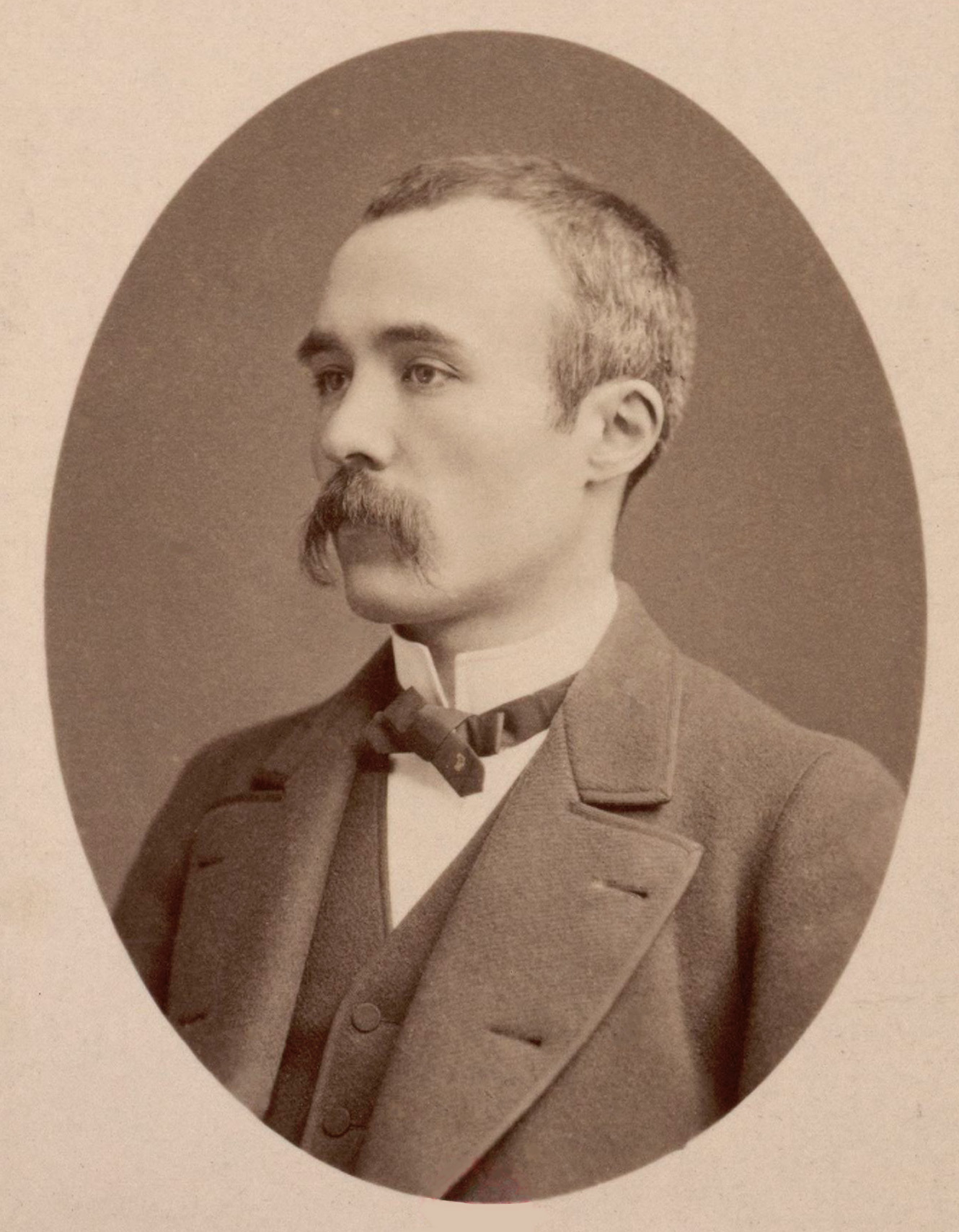
Georges Clemenceau
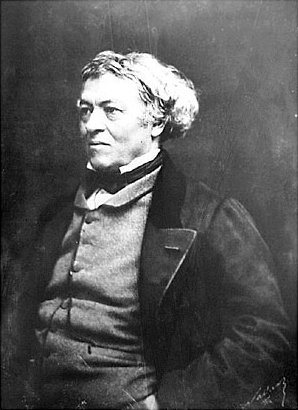
Camille Corot
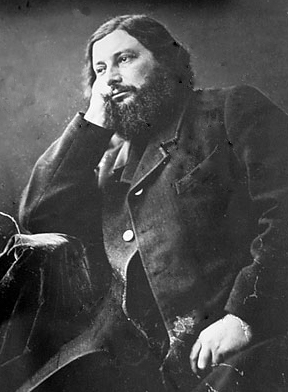
Gustave Courbet
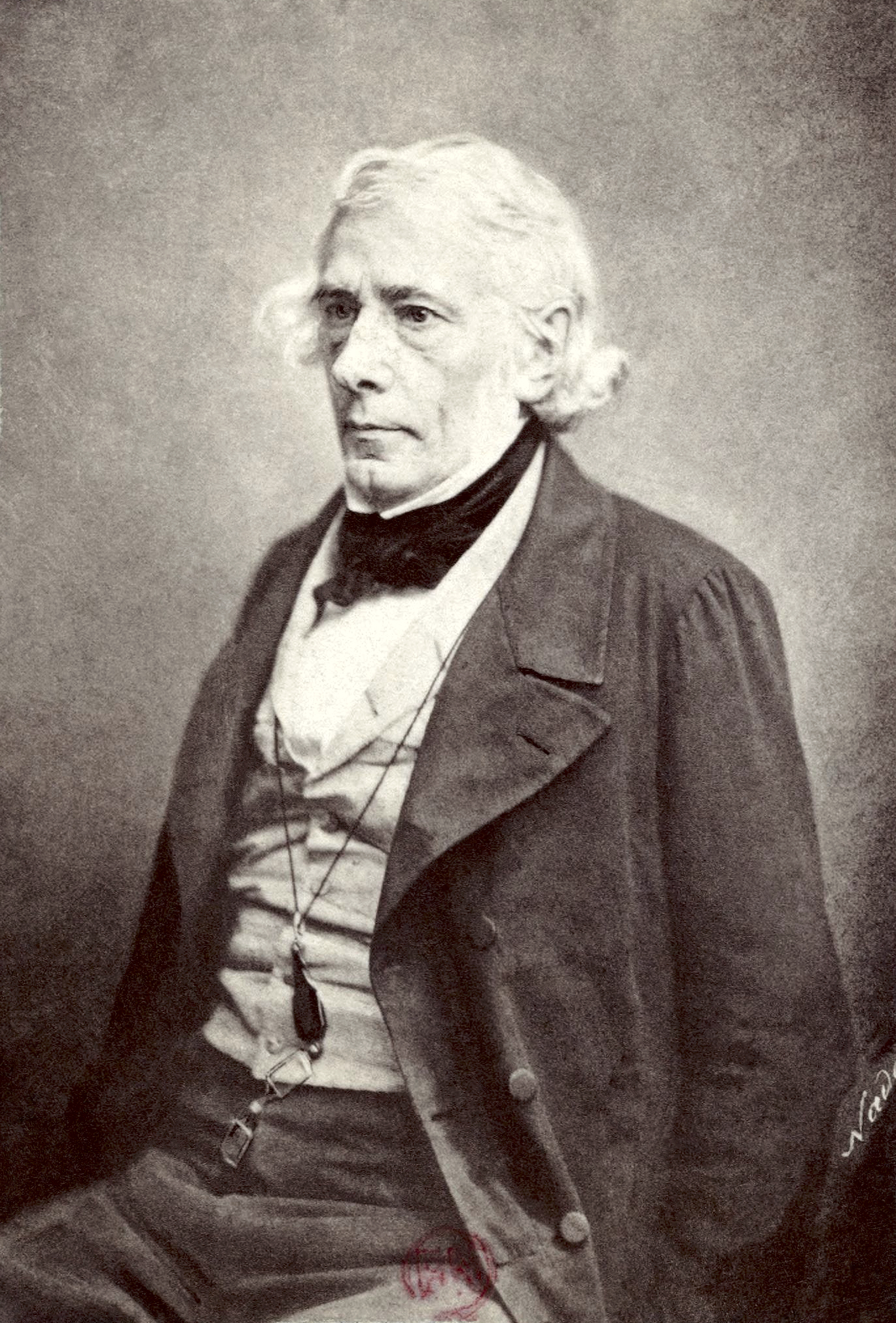
Victor Cousin
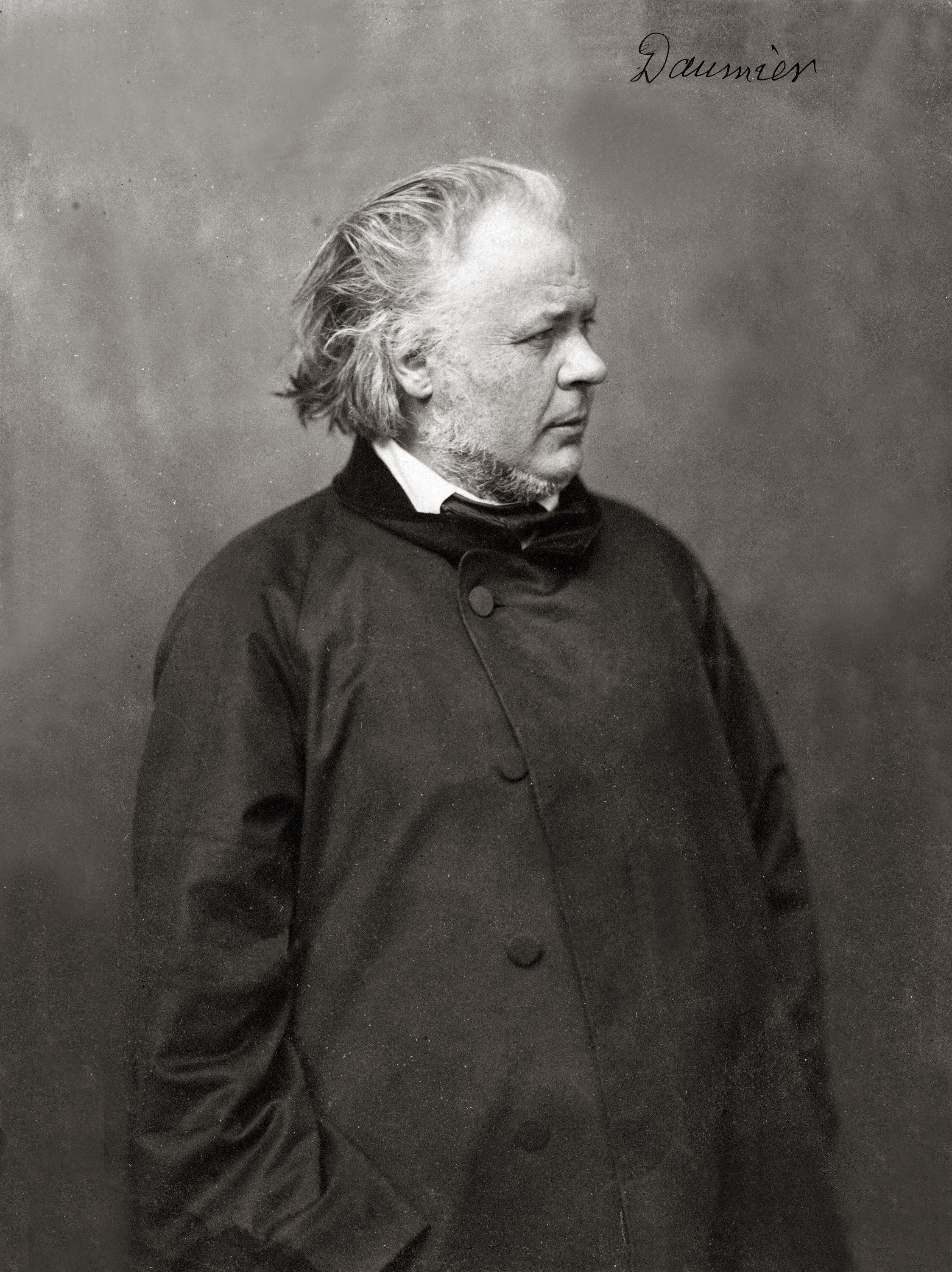
Honoré Daumier
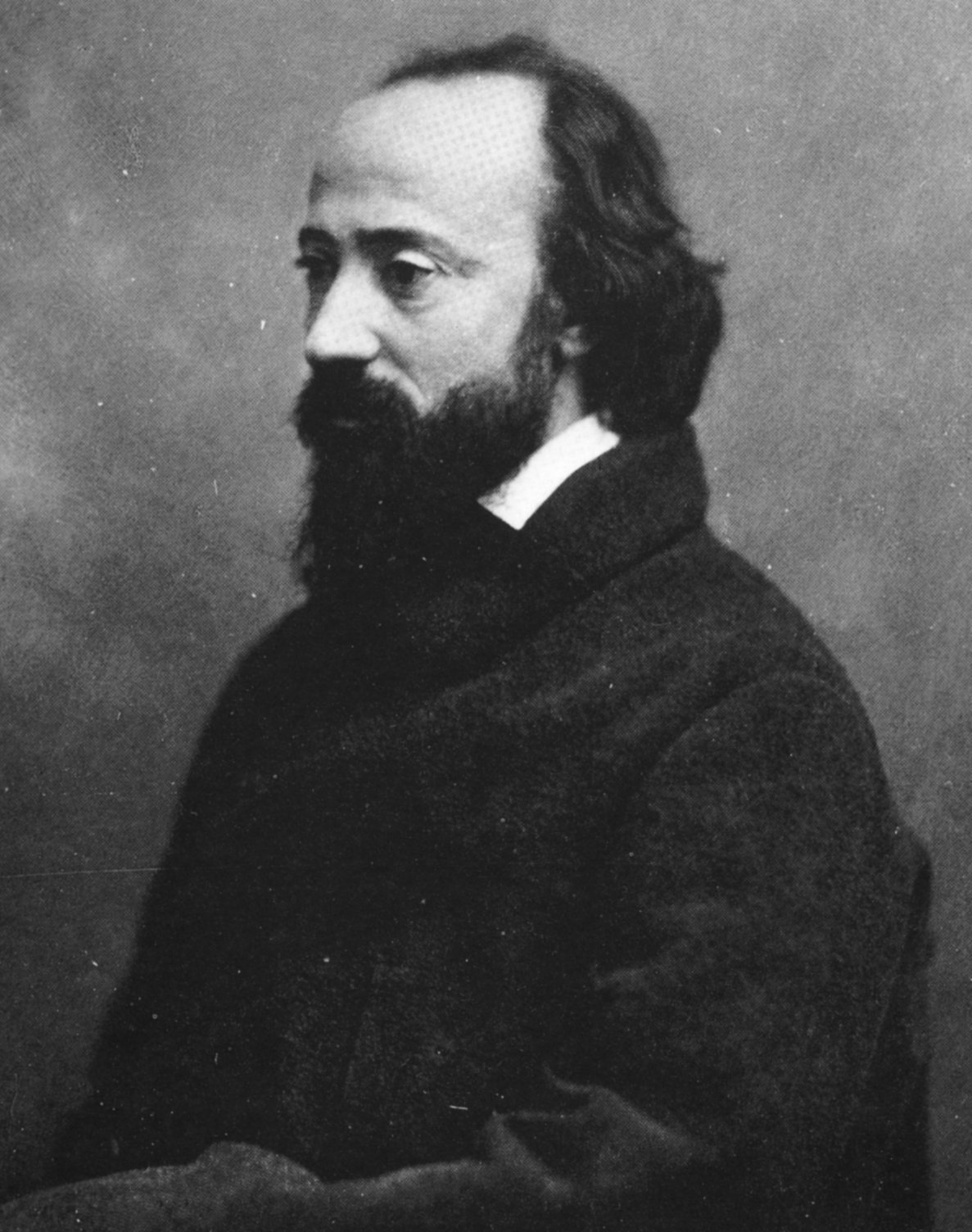
Charles-François Daubigny
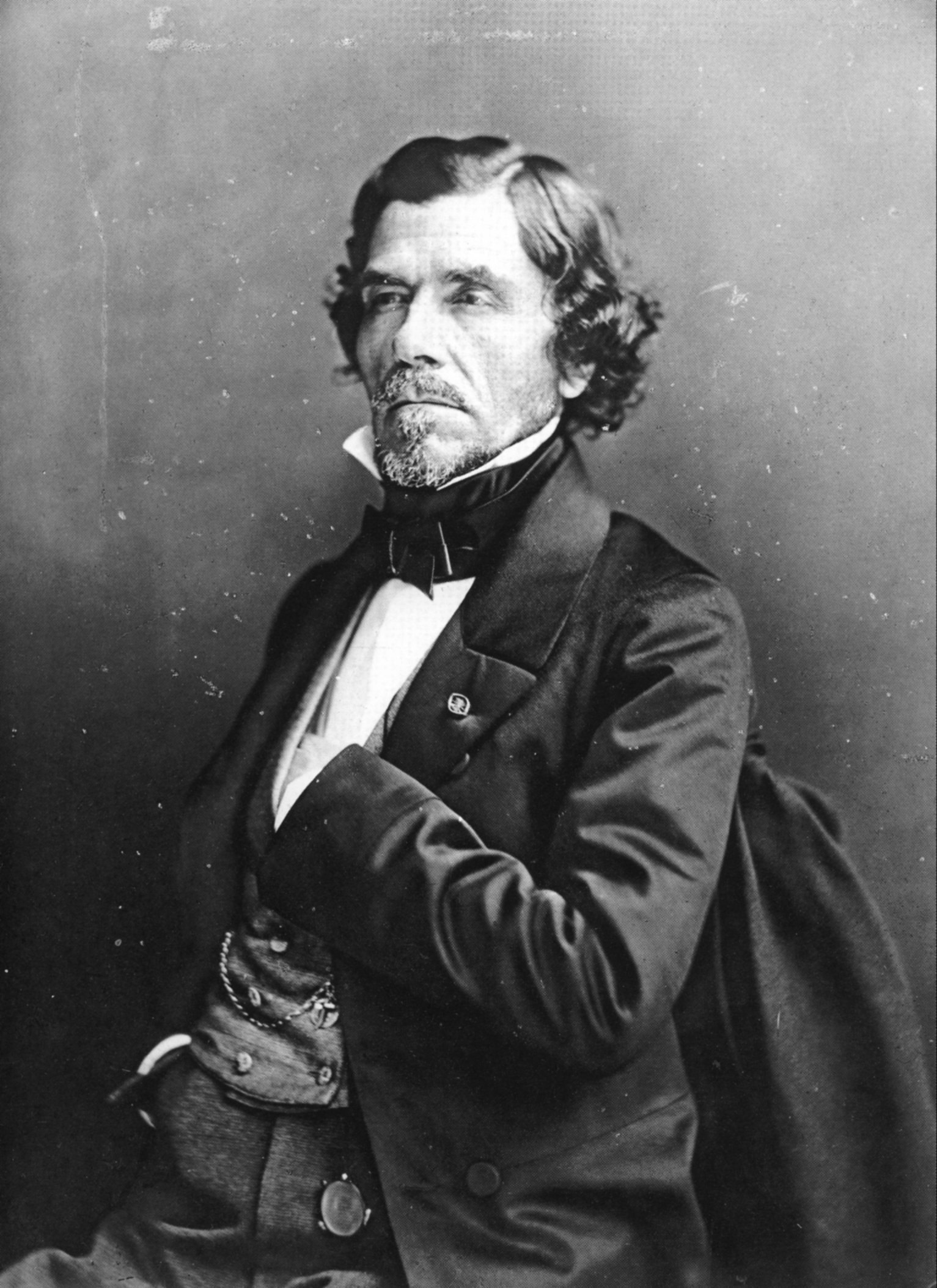
Eugène Delacroix
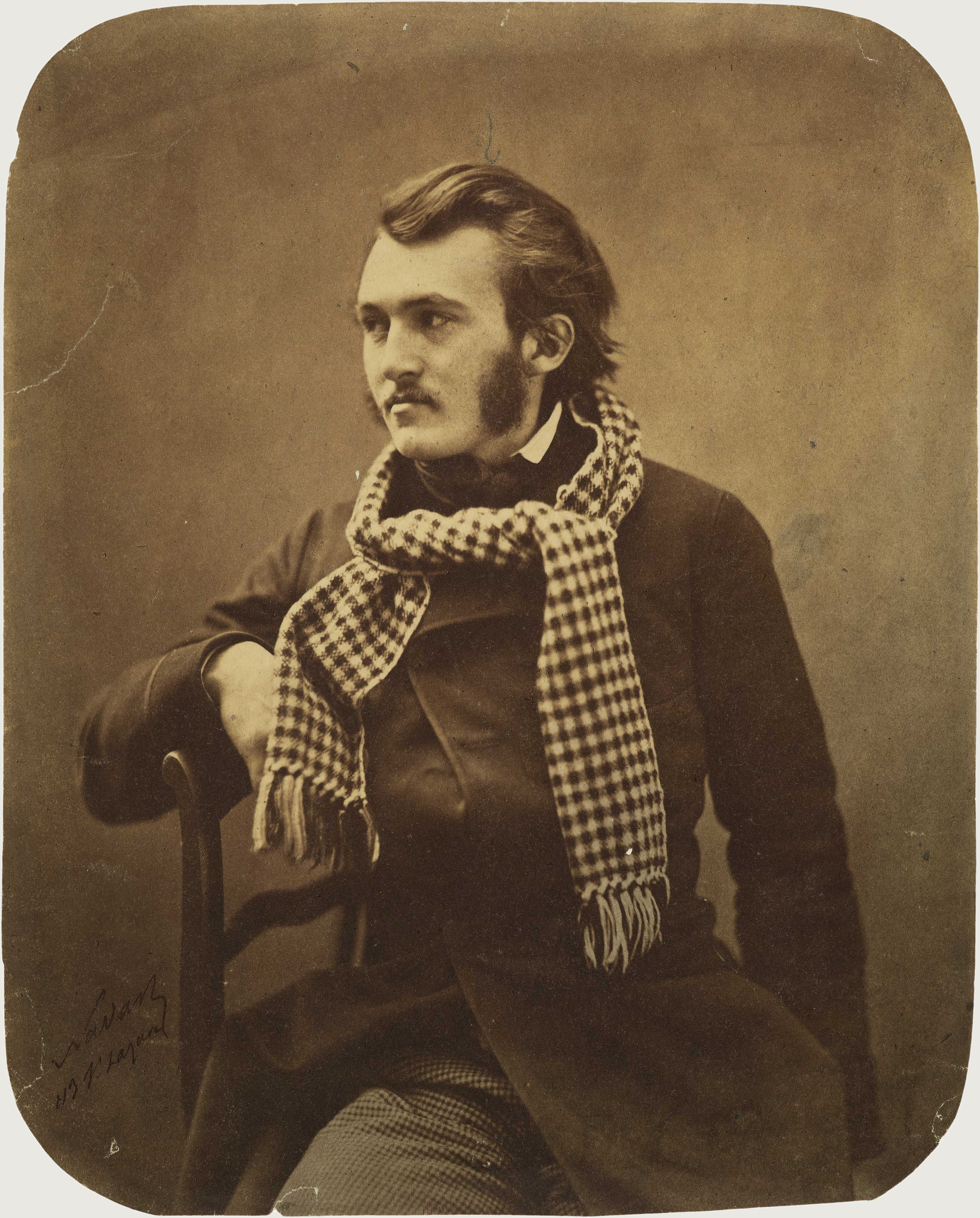
Gustave Doré
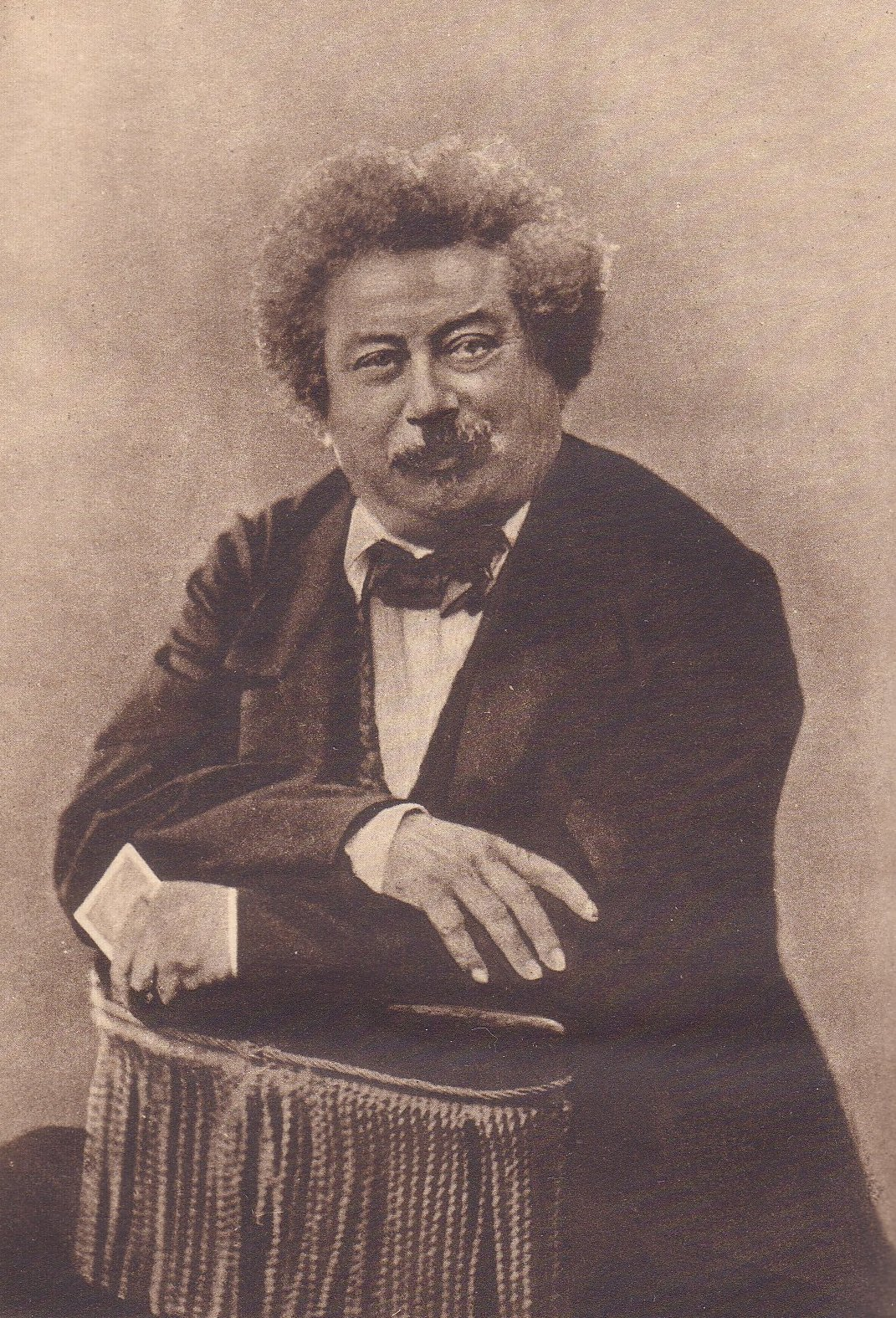
Alexandre Dumas
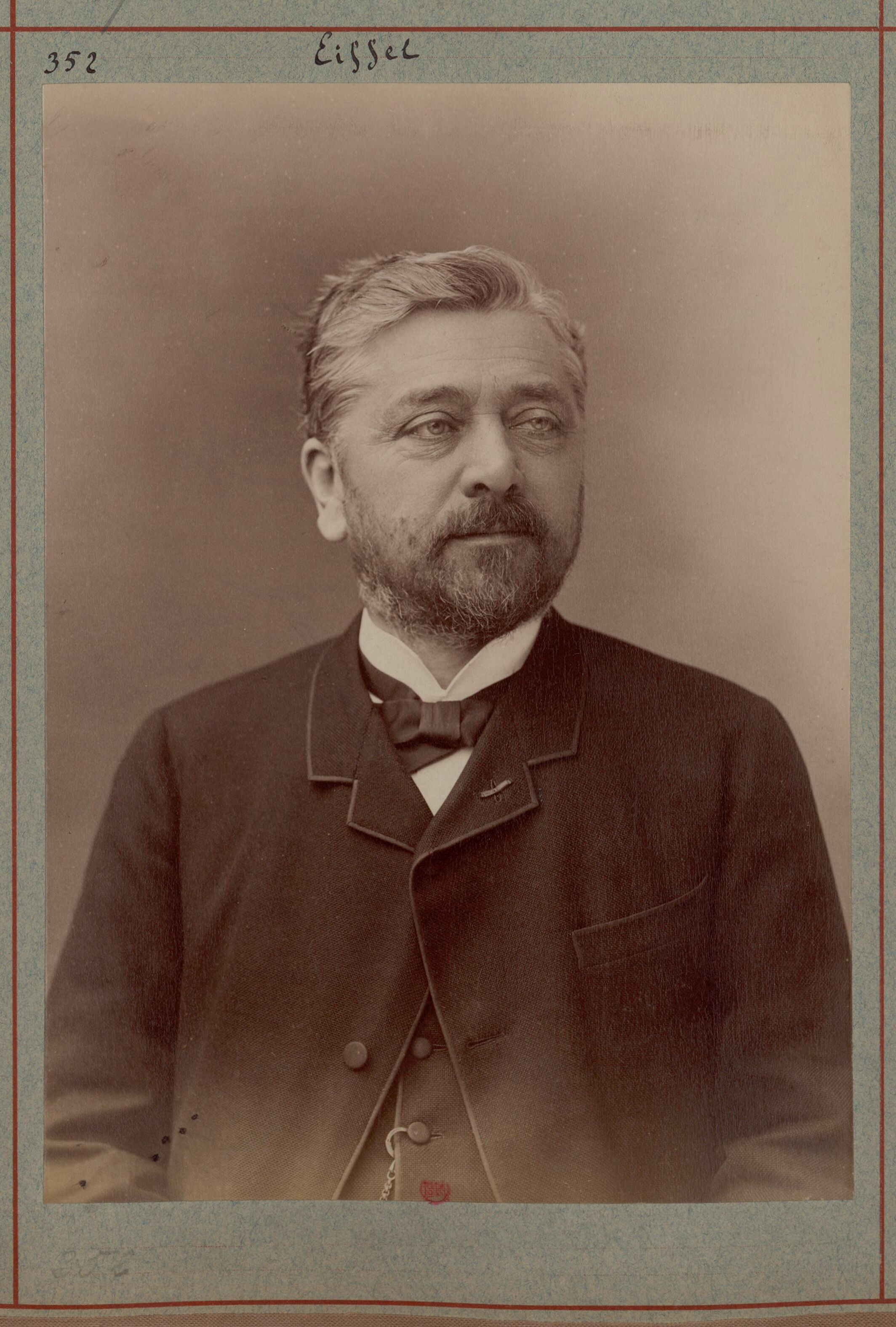
Gustave Eiffel
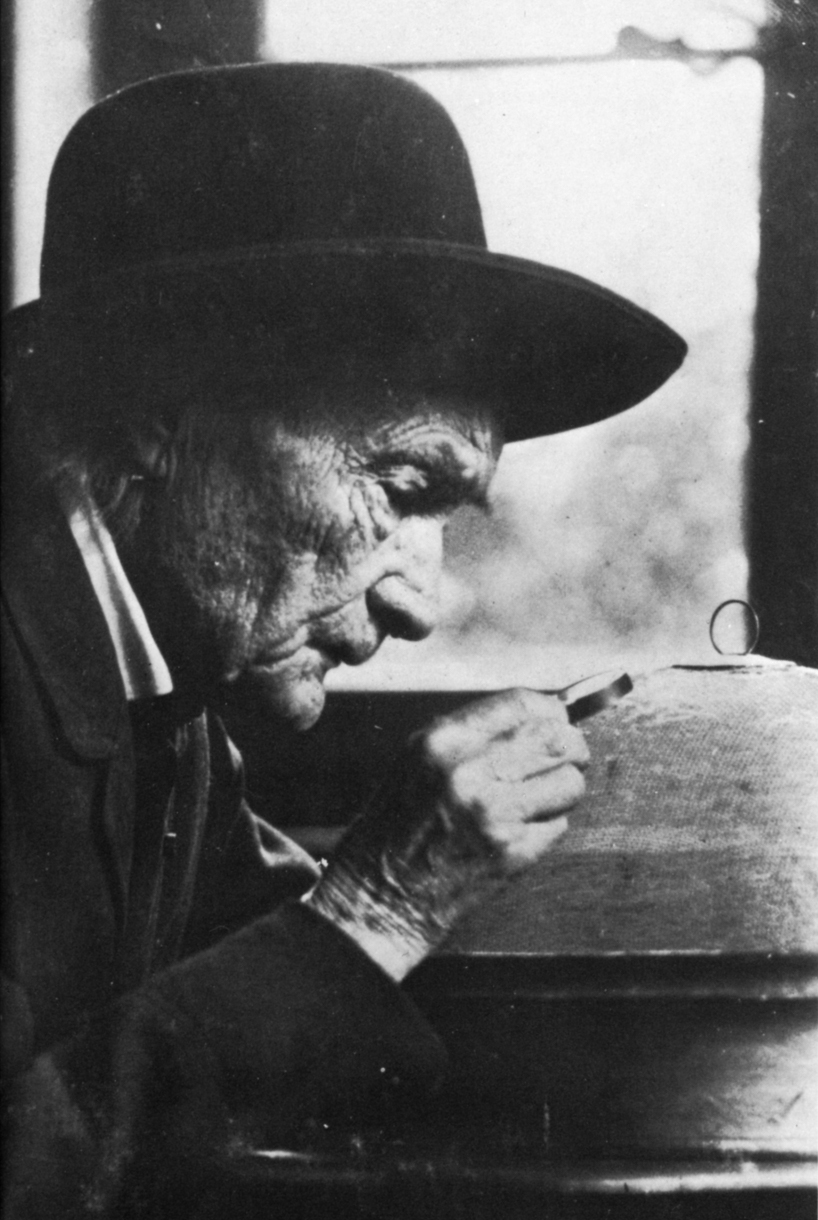
Jean Henri Fabre
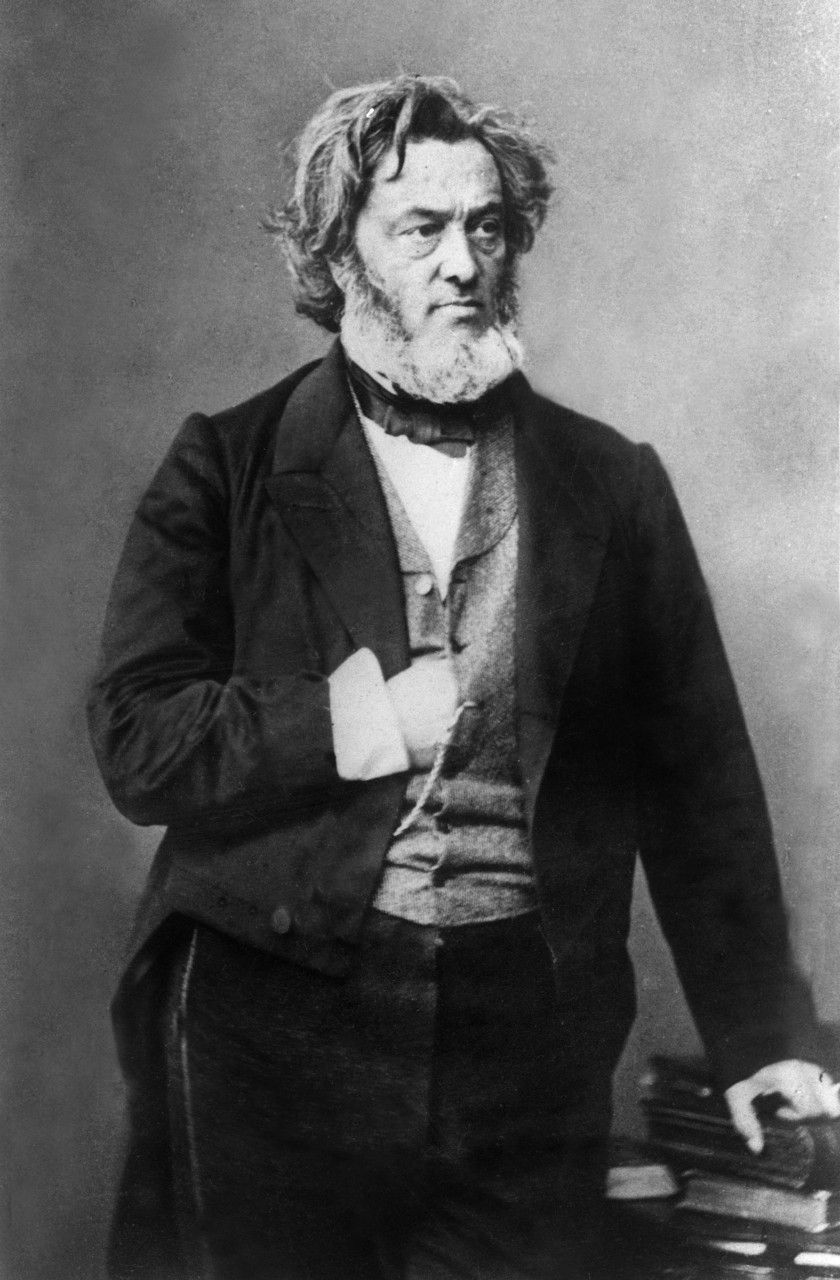
Jules Favre
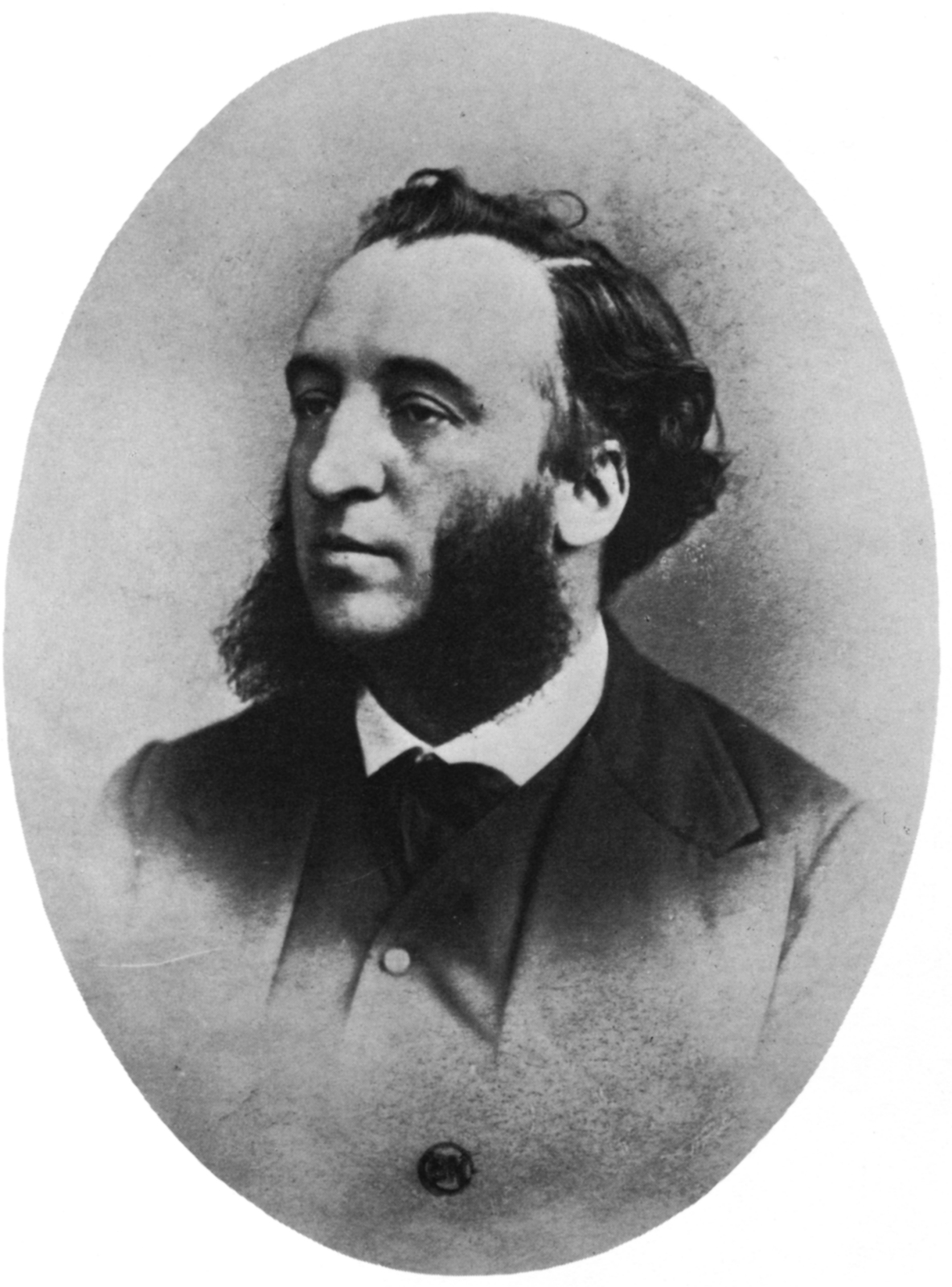
Jules Ferry
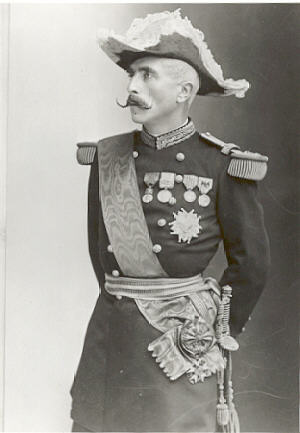
Gaston de Galliffet
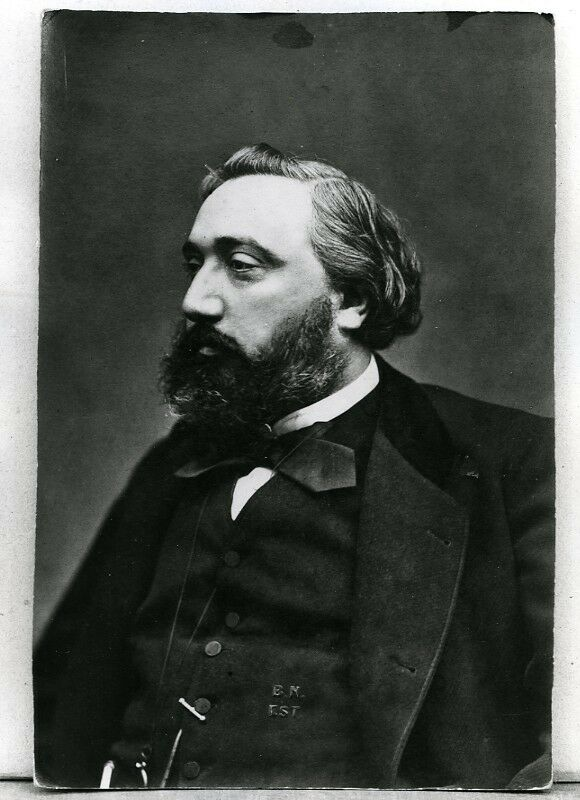
Léon Gambetta
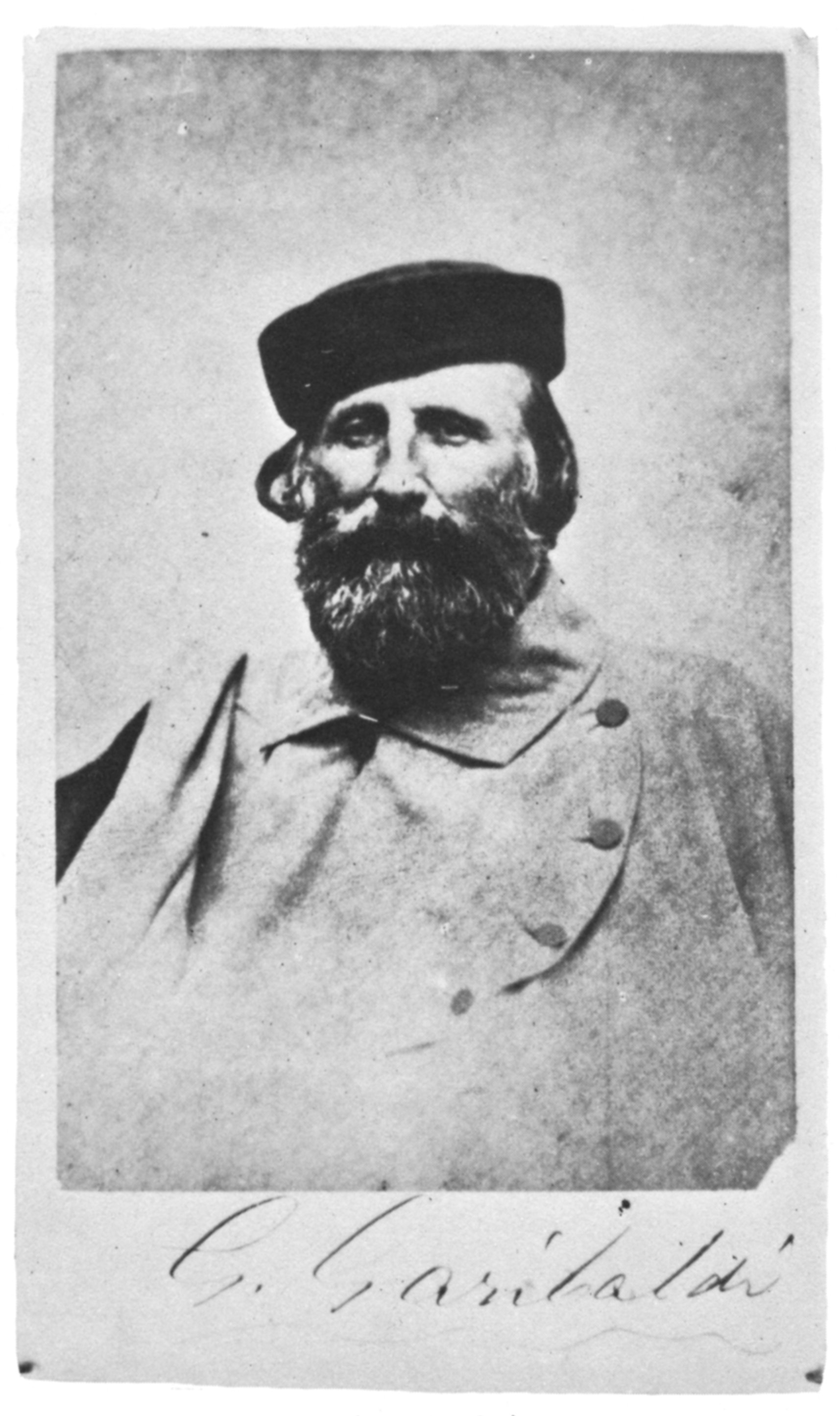
Giuseppe Garibaldi
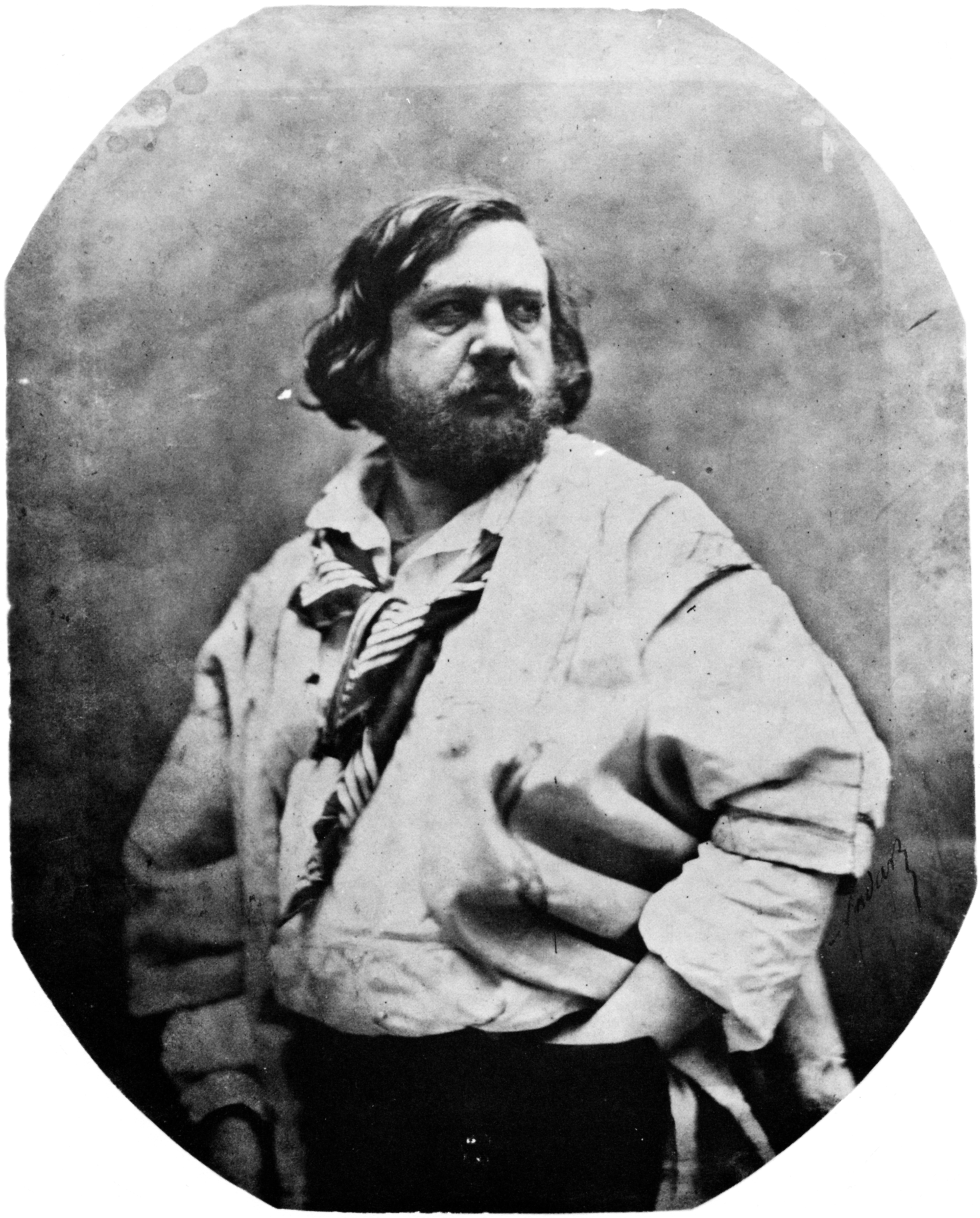
Théophile Gautier
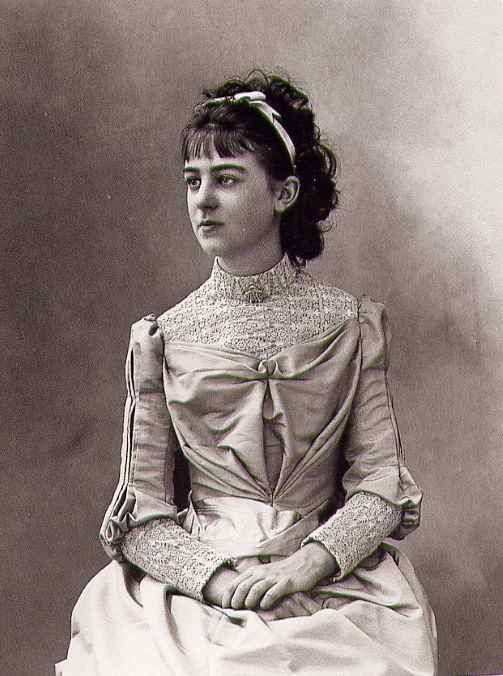
Elisabeth de Gramont
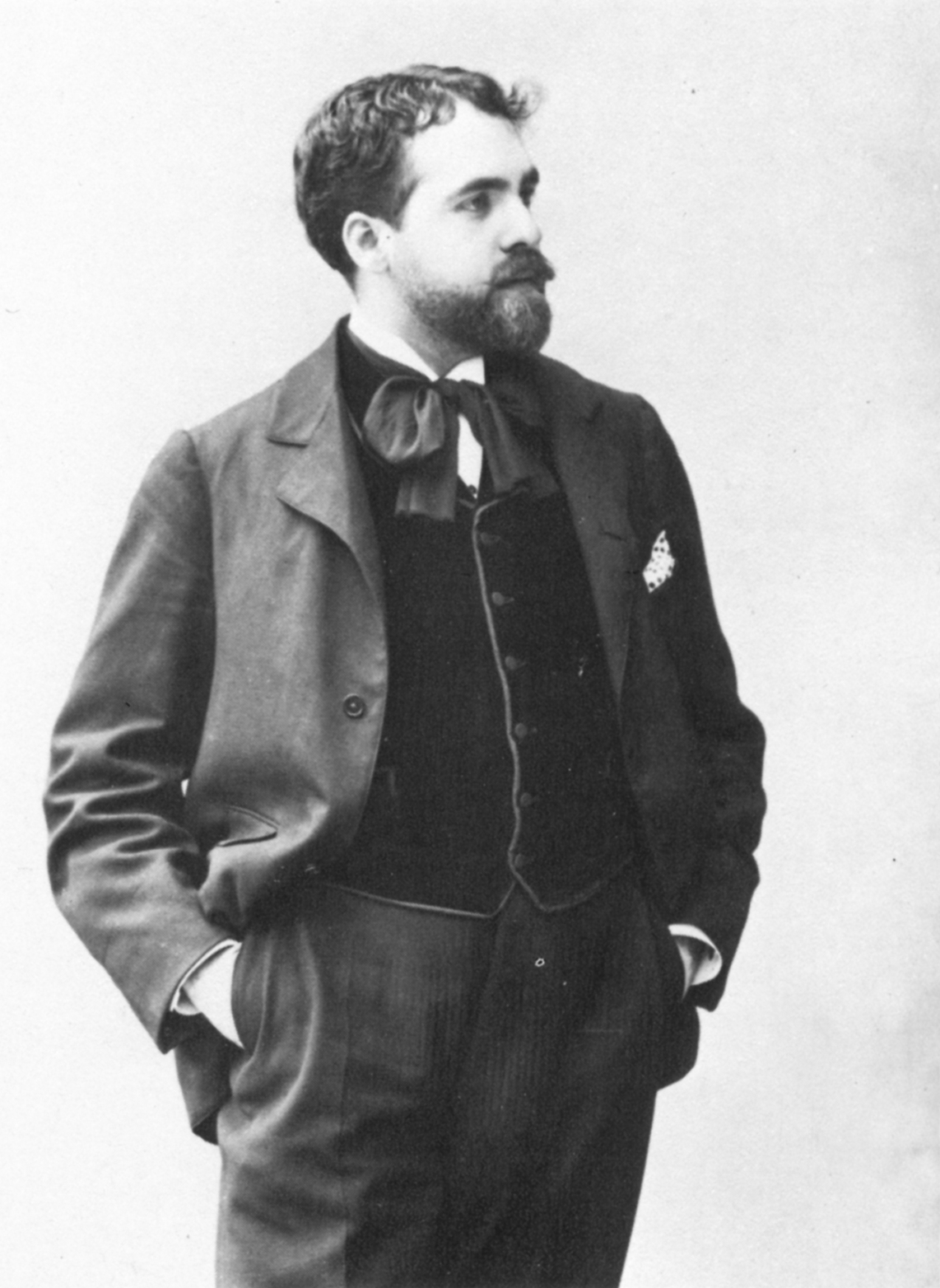
Reynaldo Hahn
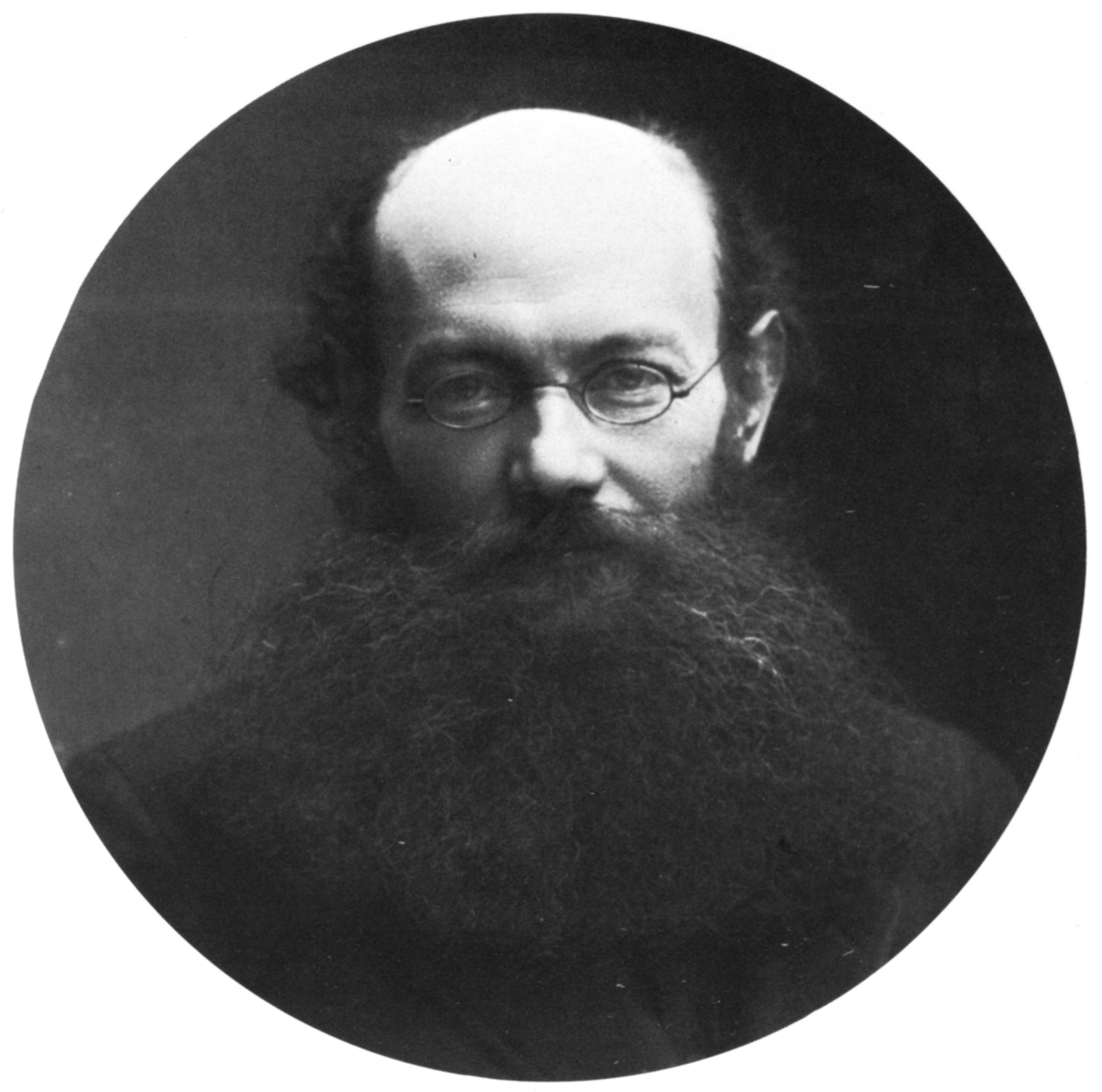
Pierre Kropotkine
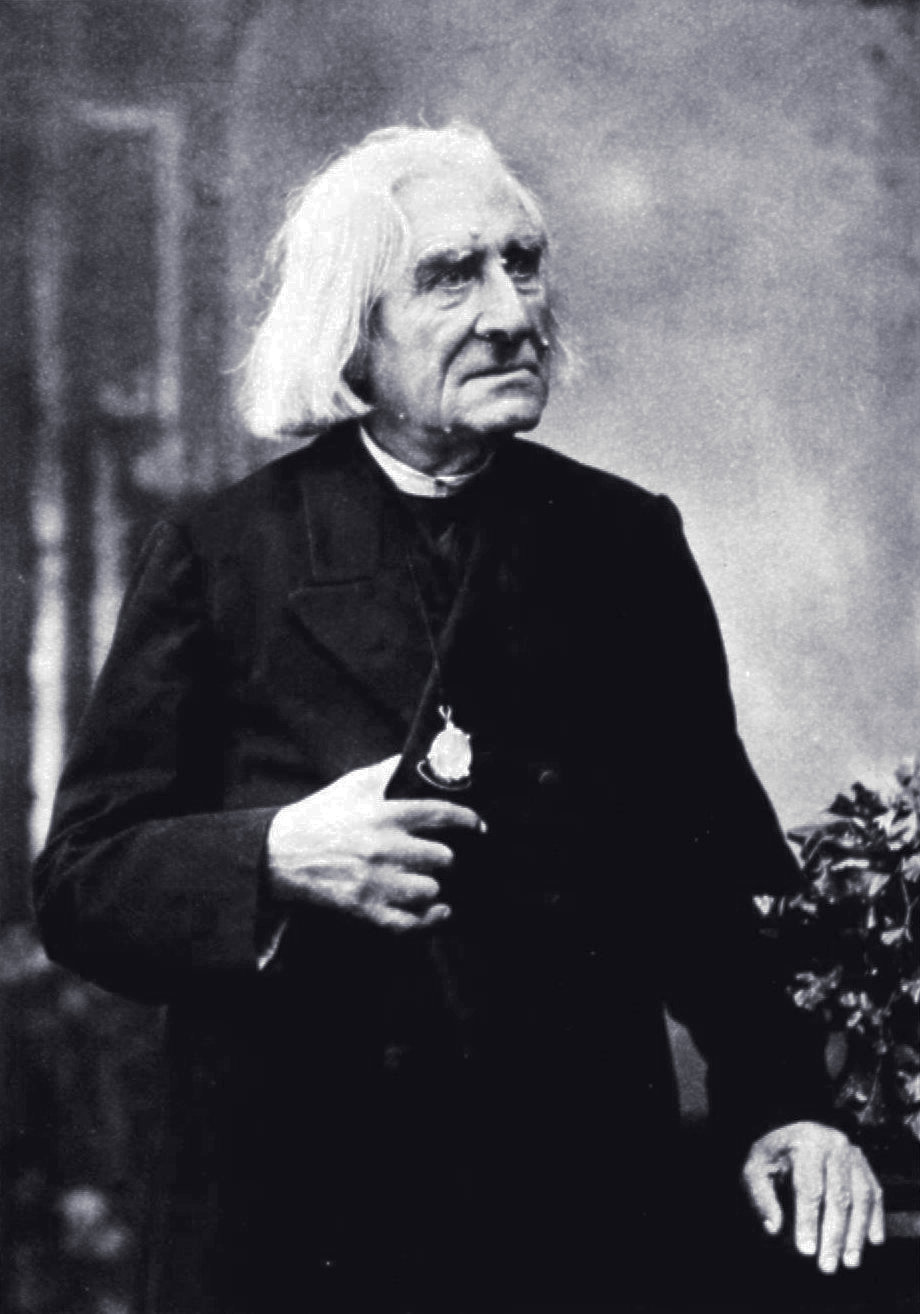
Franz Liszt
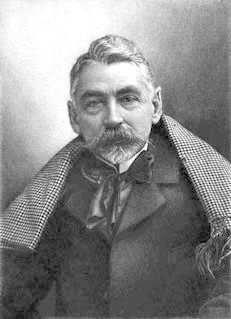
Stéphane Mallarmé
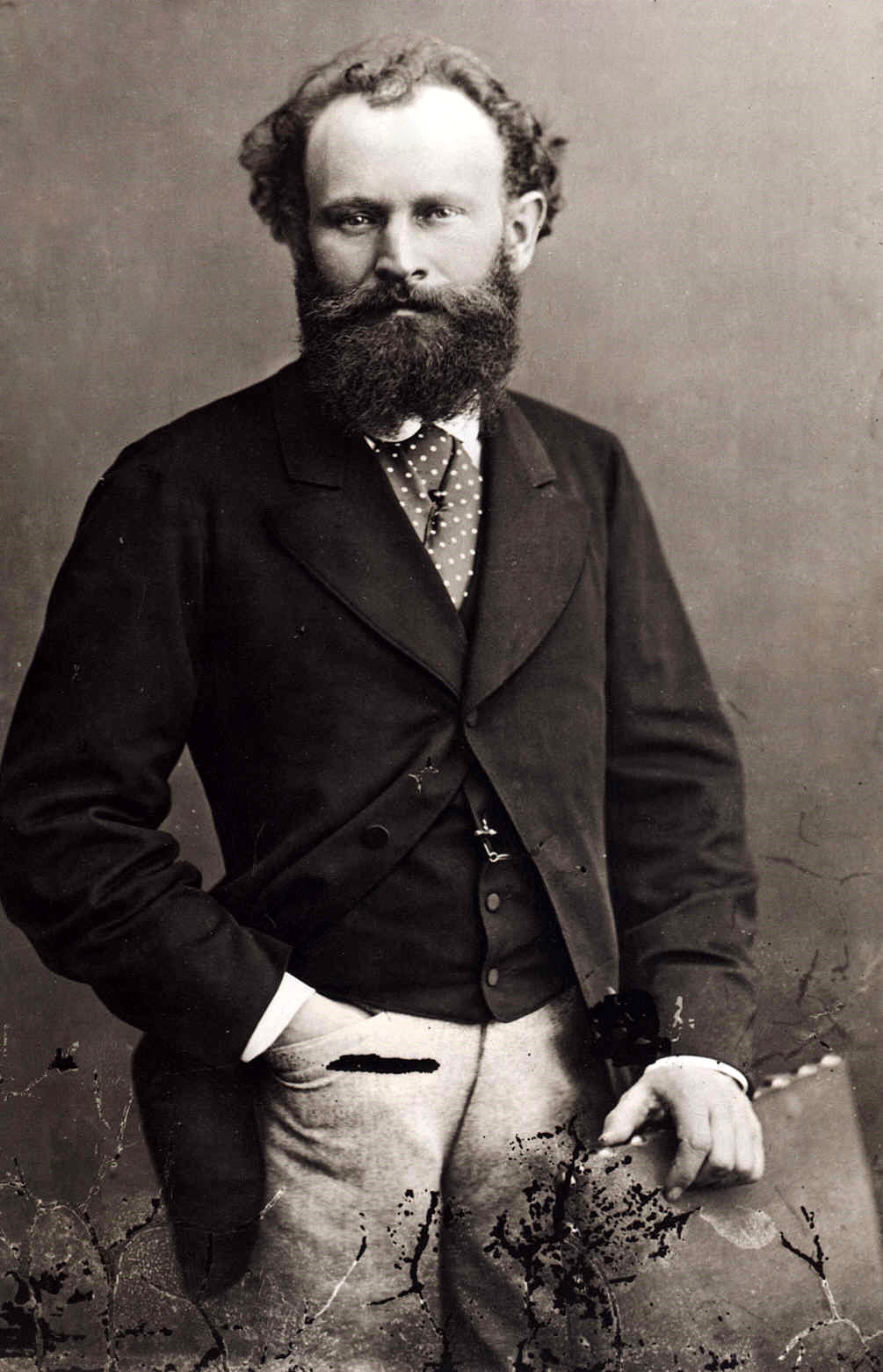
Édouard Manet
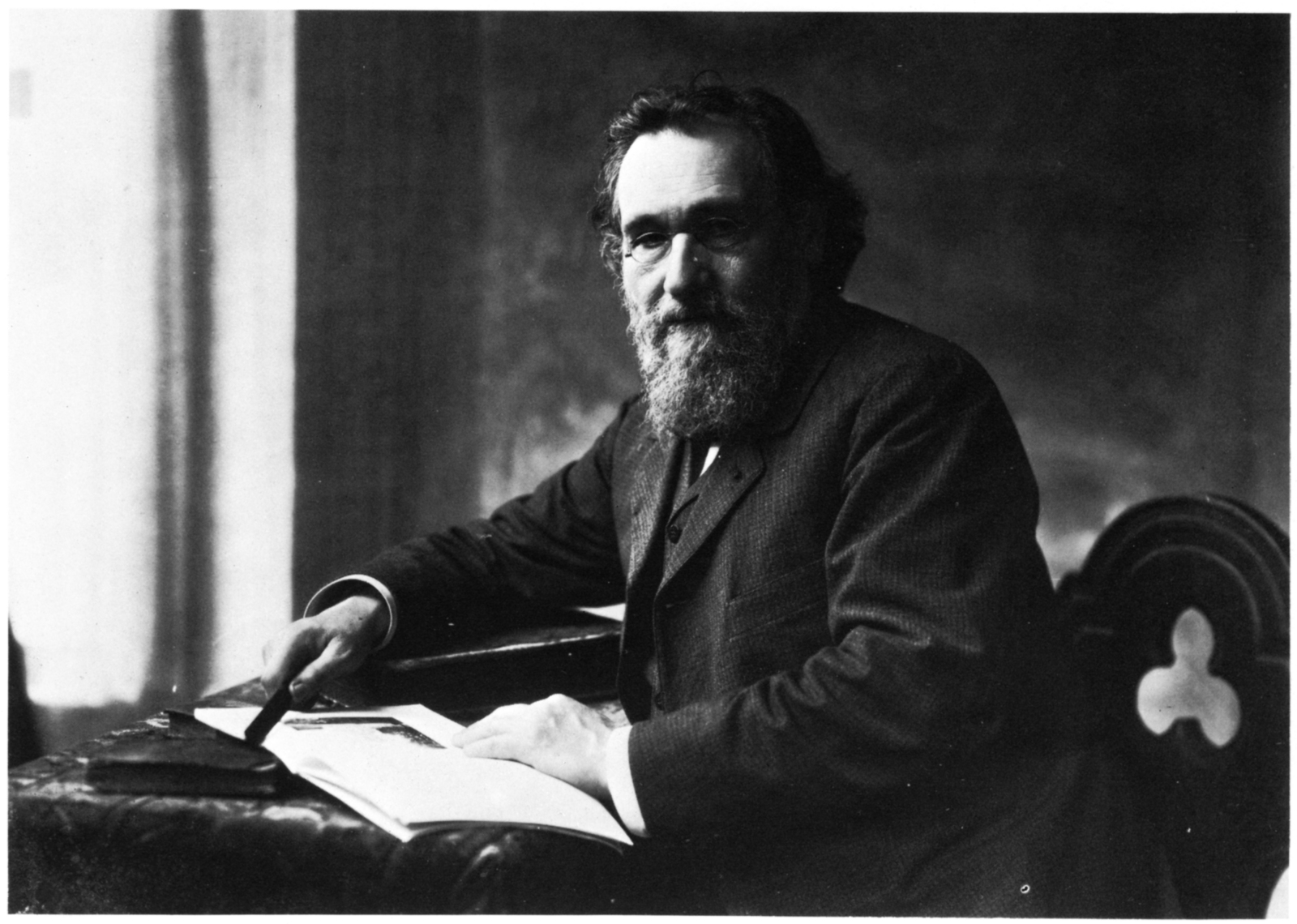
Ilya Ilitch Metchnikov
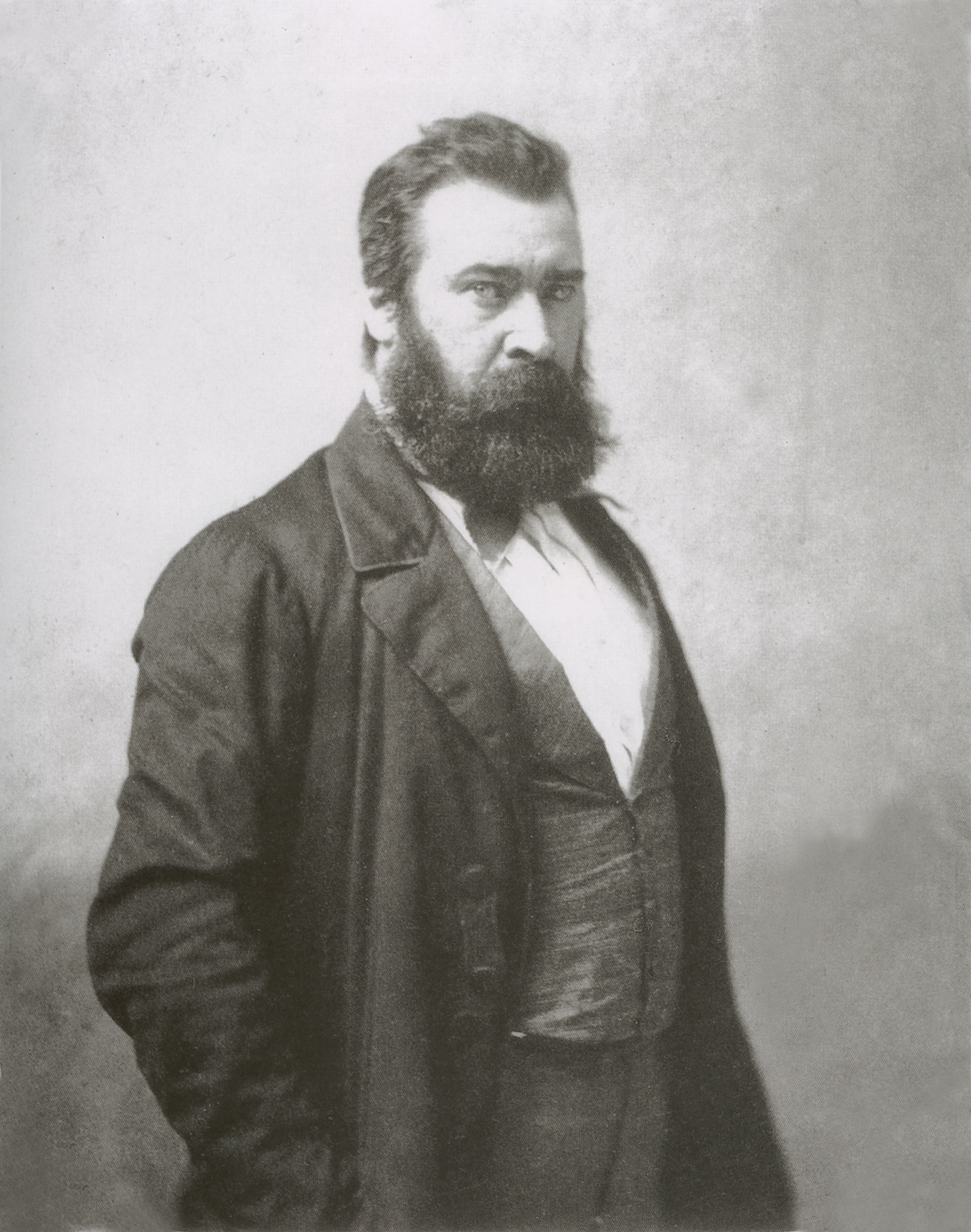
Jean-Francois Millet
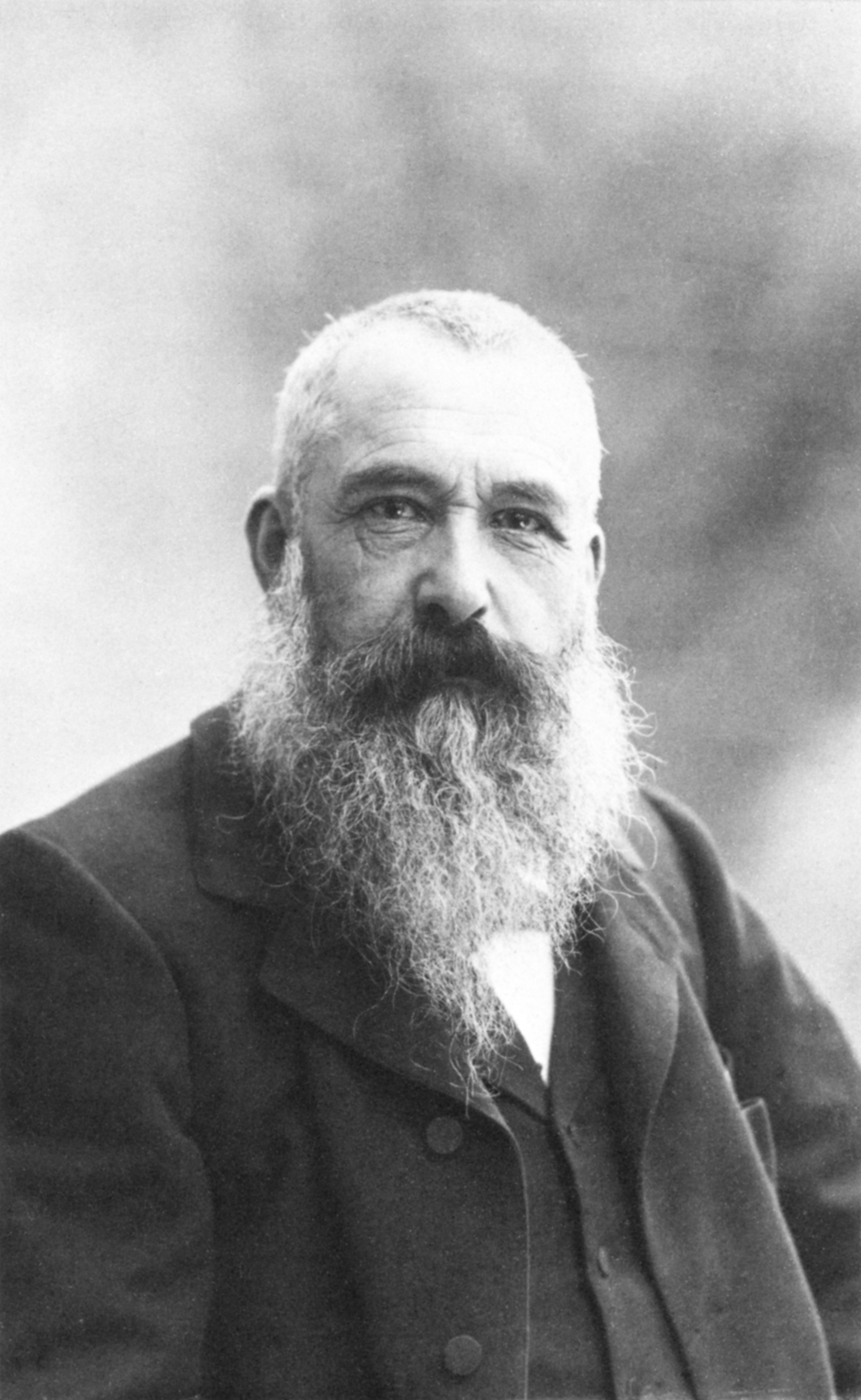
Claude Monet
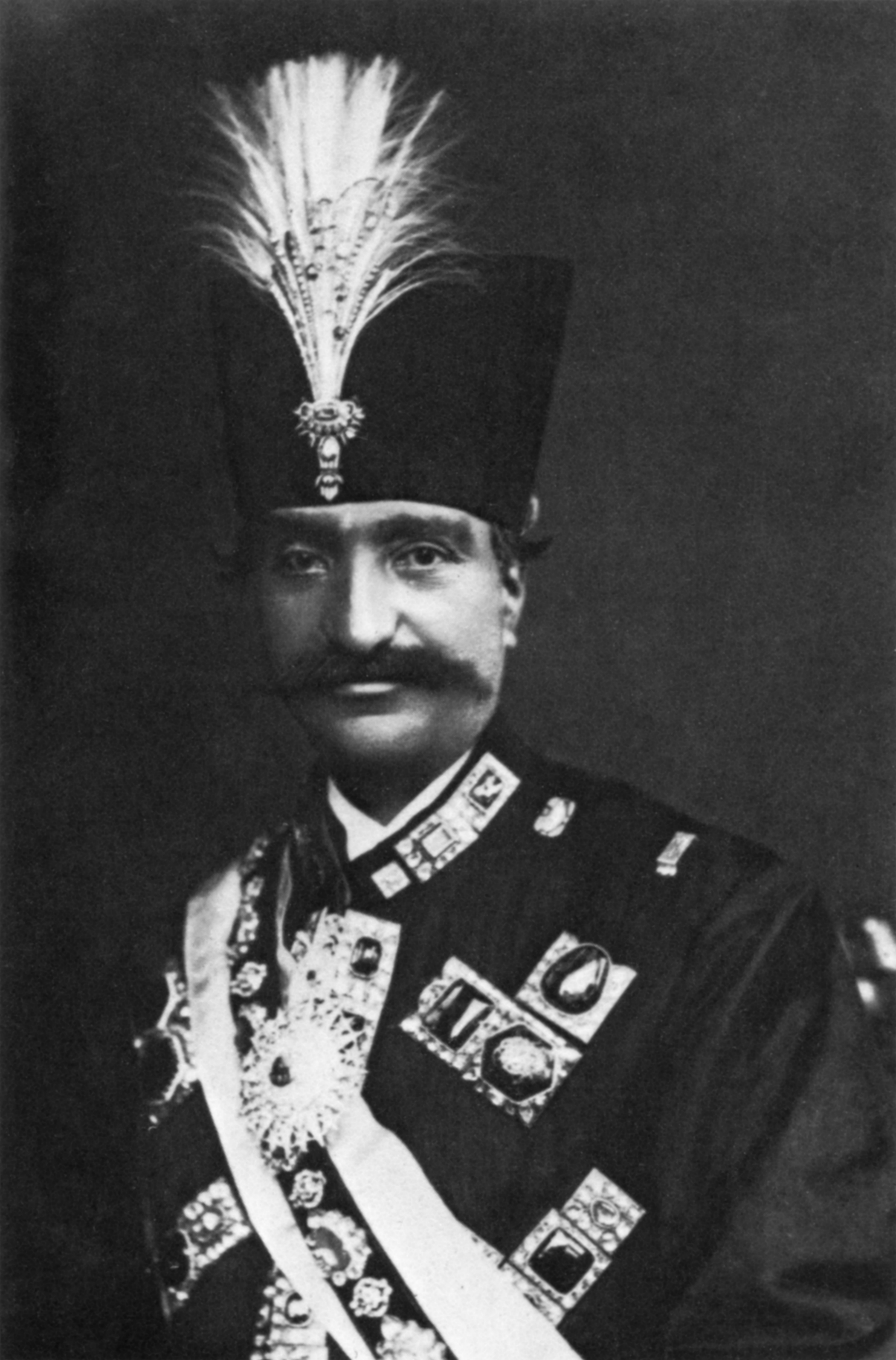
Nasseredin Shah
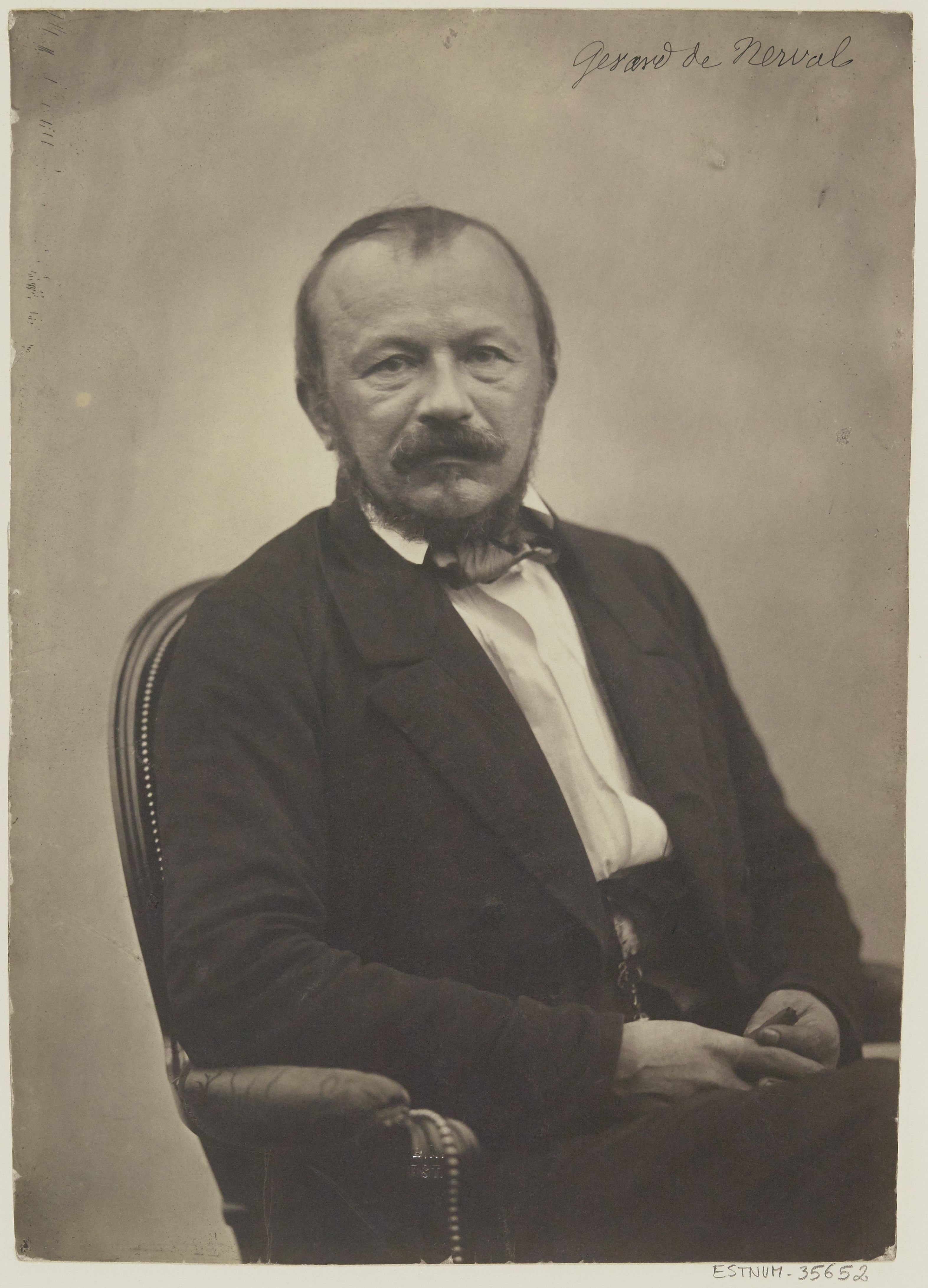
Gérard de Nerval
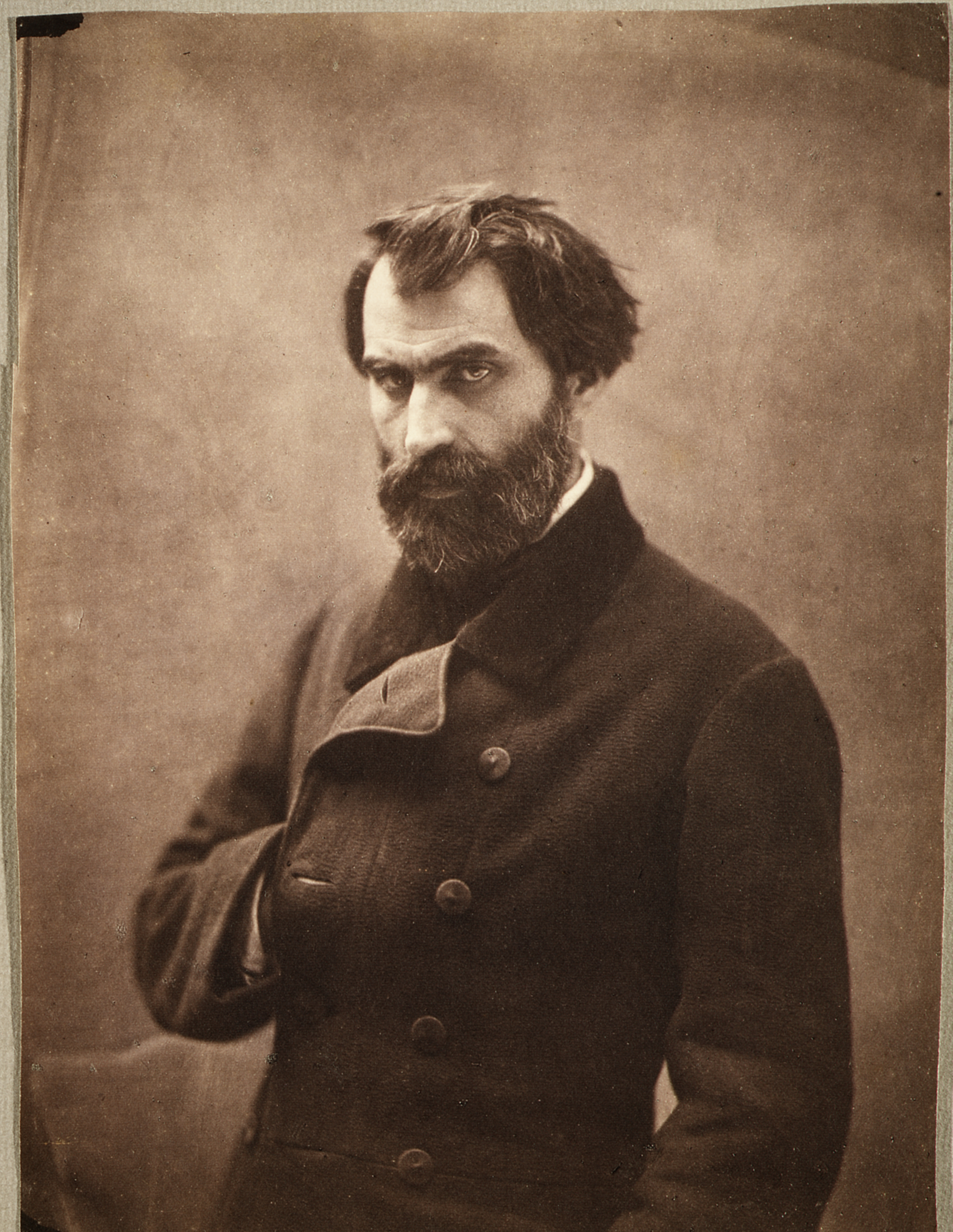
Eugène Pelletan
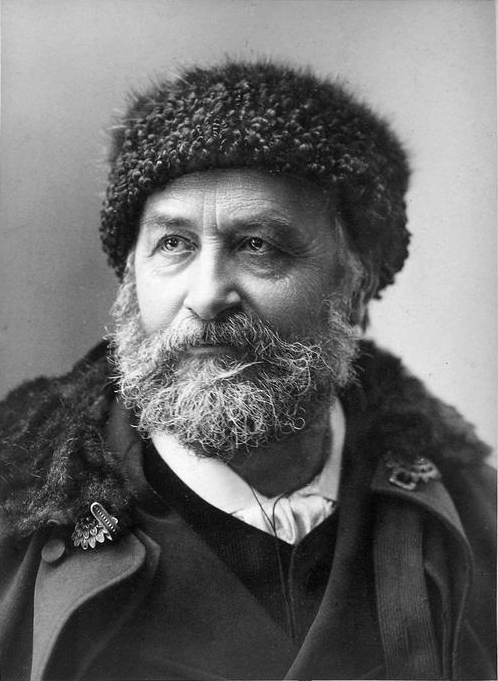
Élie Reclus
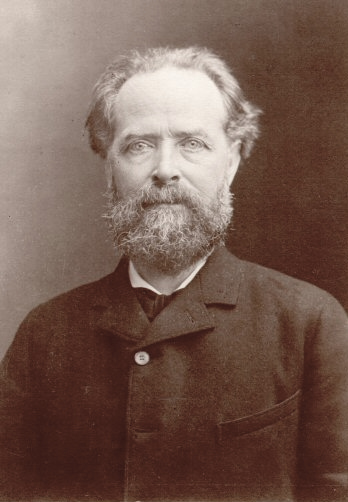
Élisée Reclus
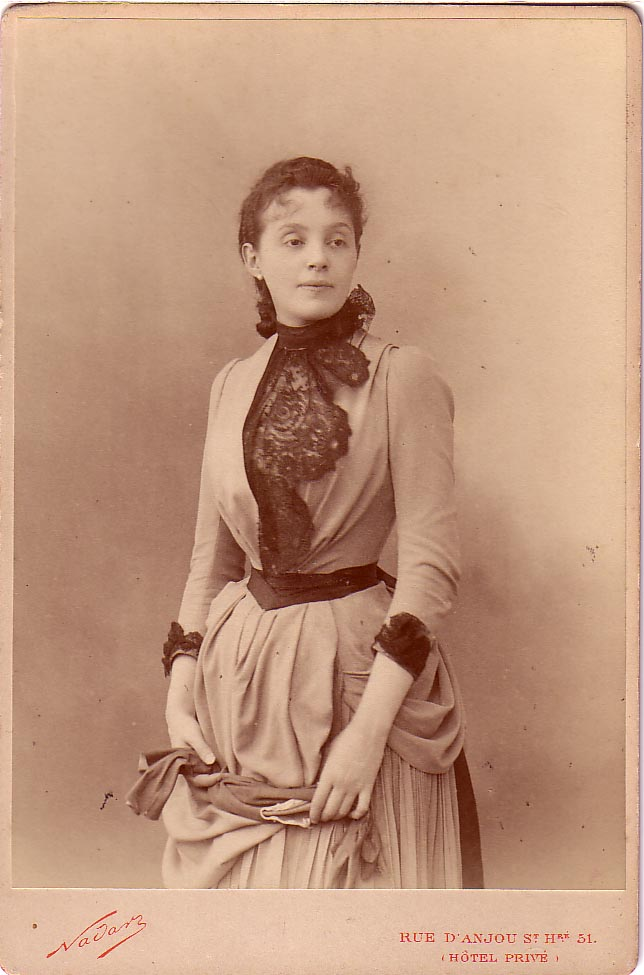
Réjane (Gabrielle Réju)
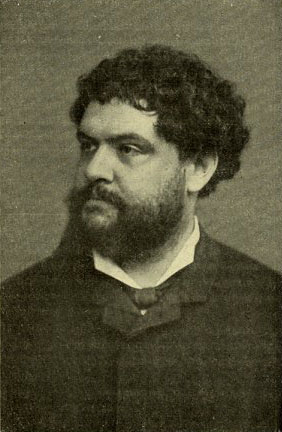
Jean Richepin
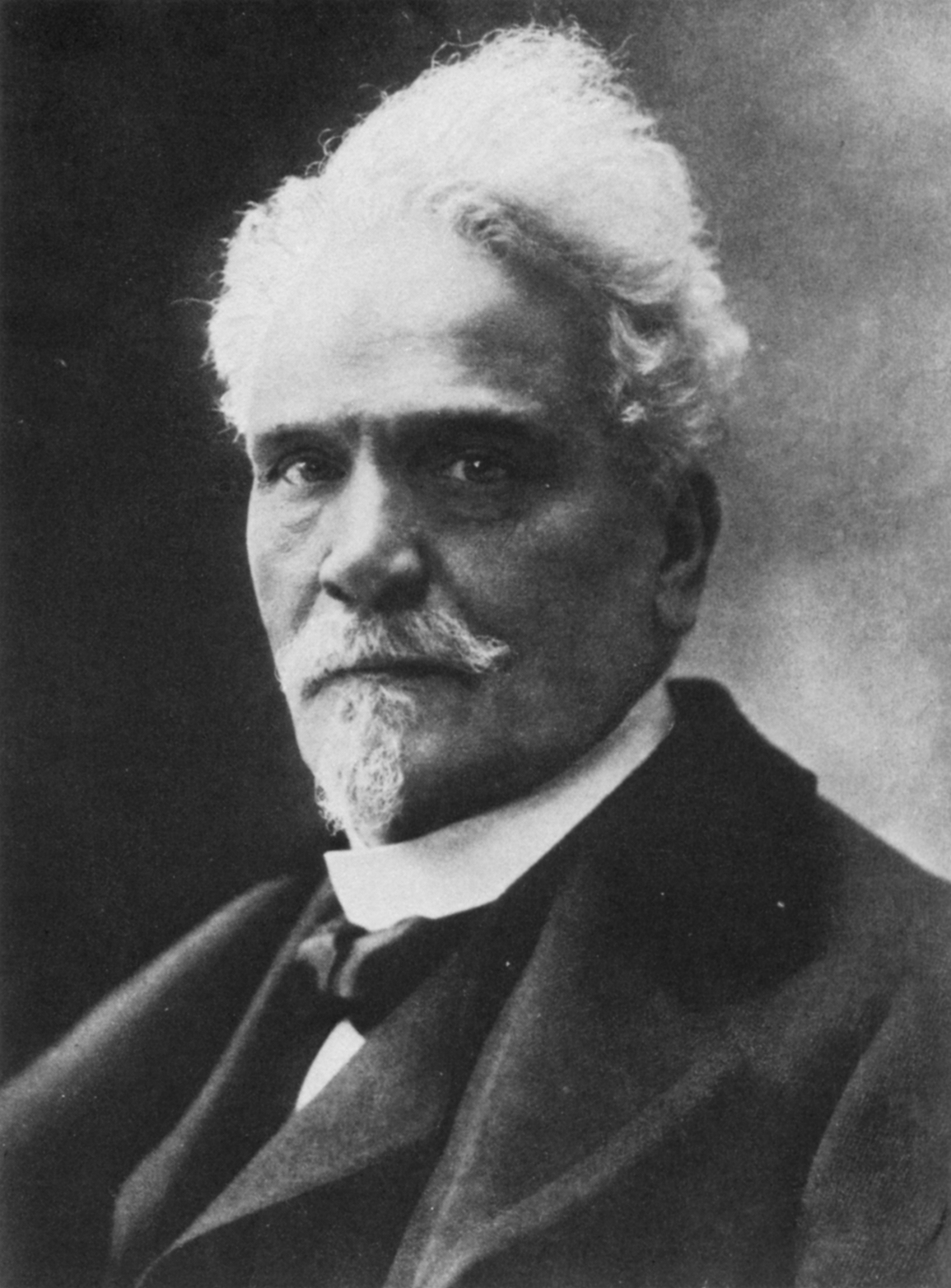
Henri Rochefort
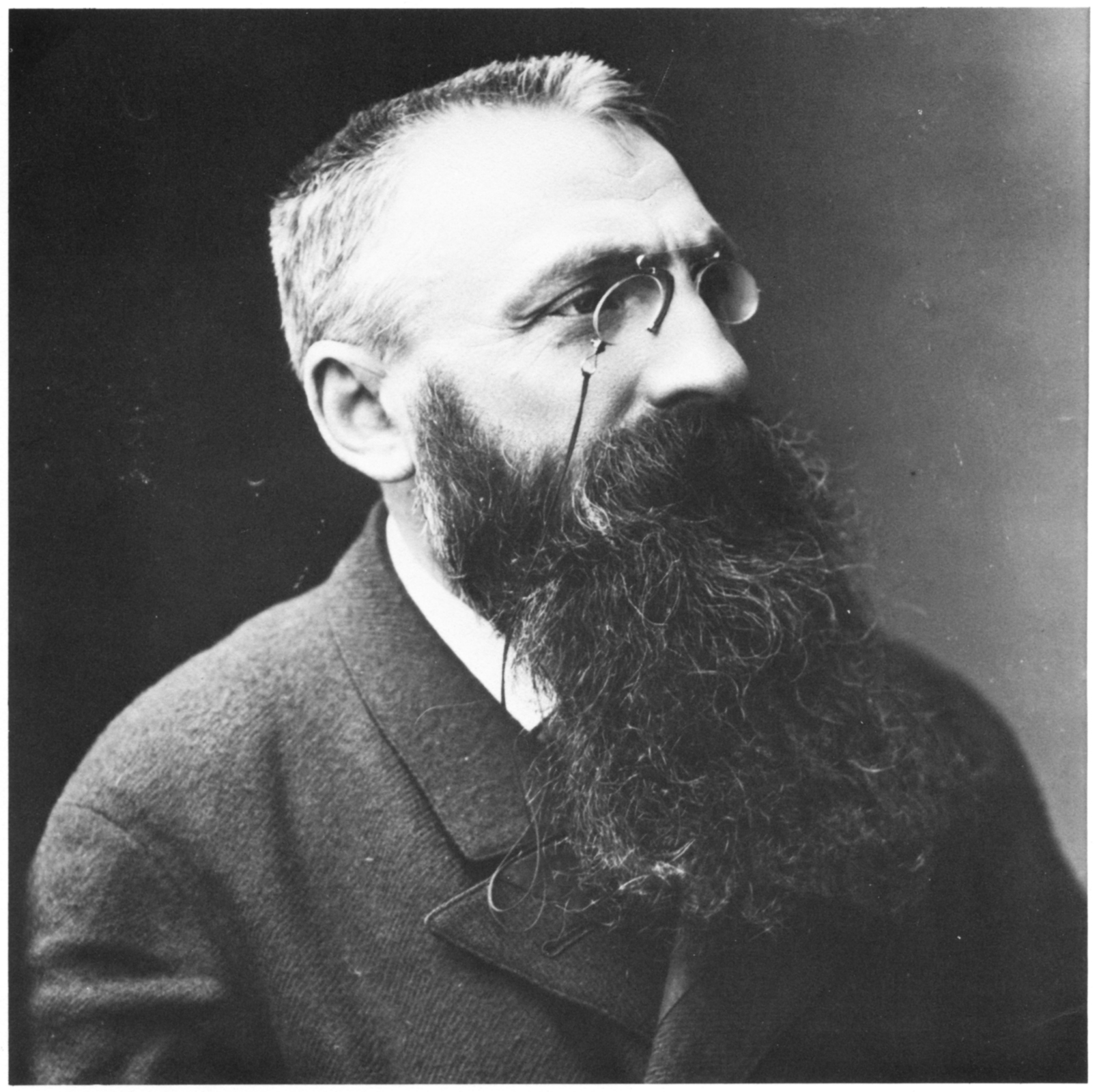
Auguste Rodin
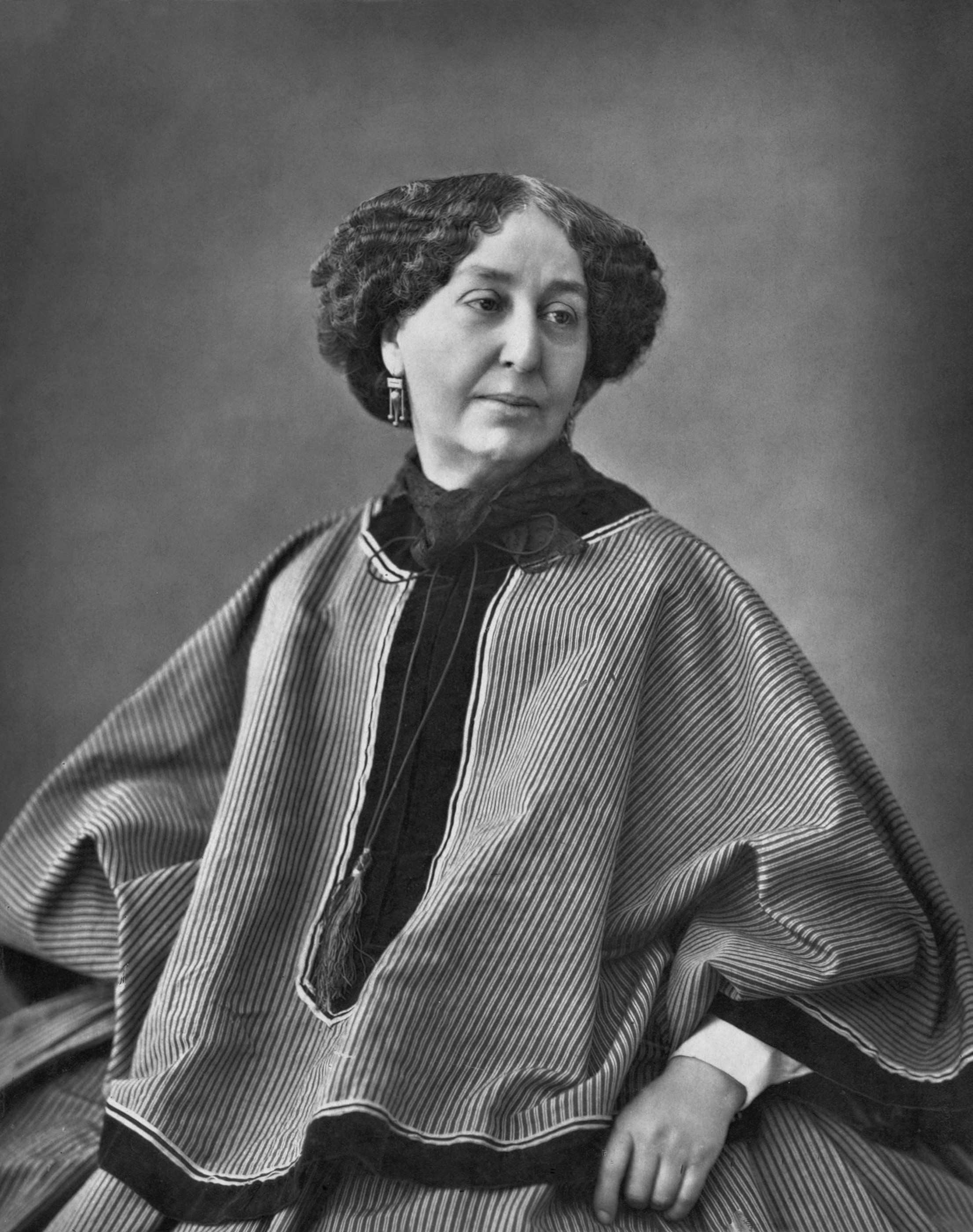
George Sand
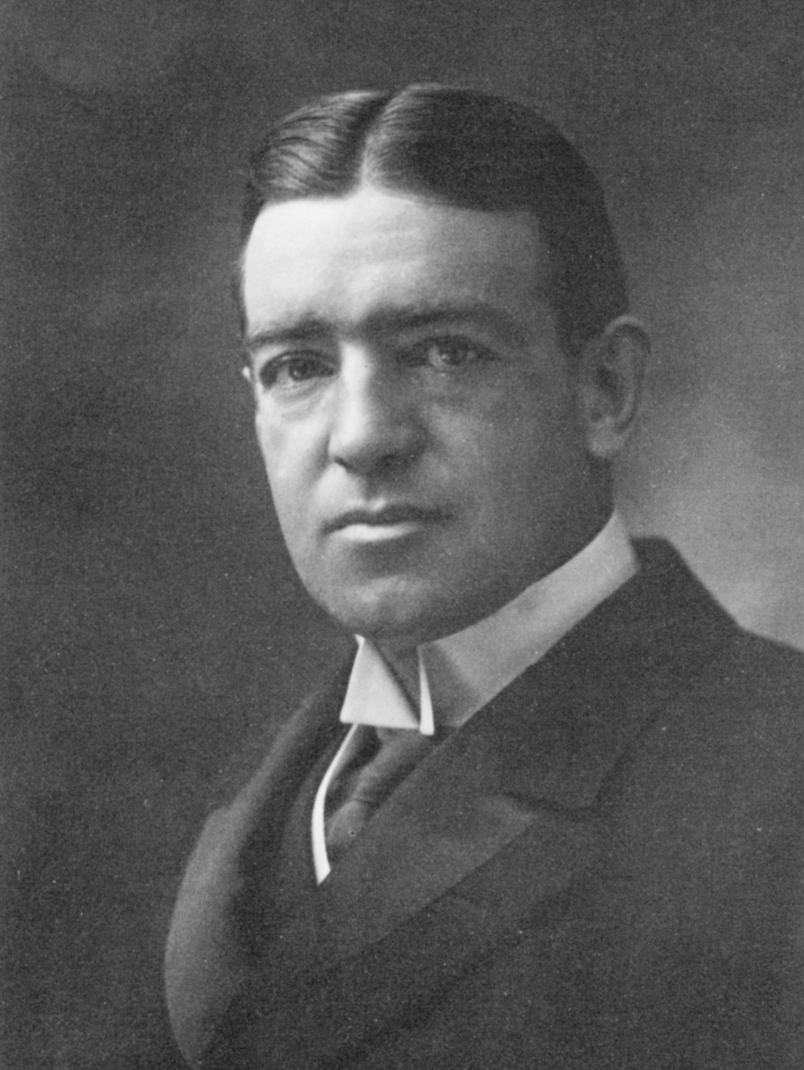
Ernest Henry Shackleton
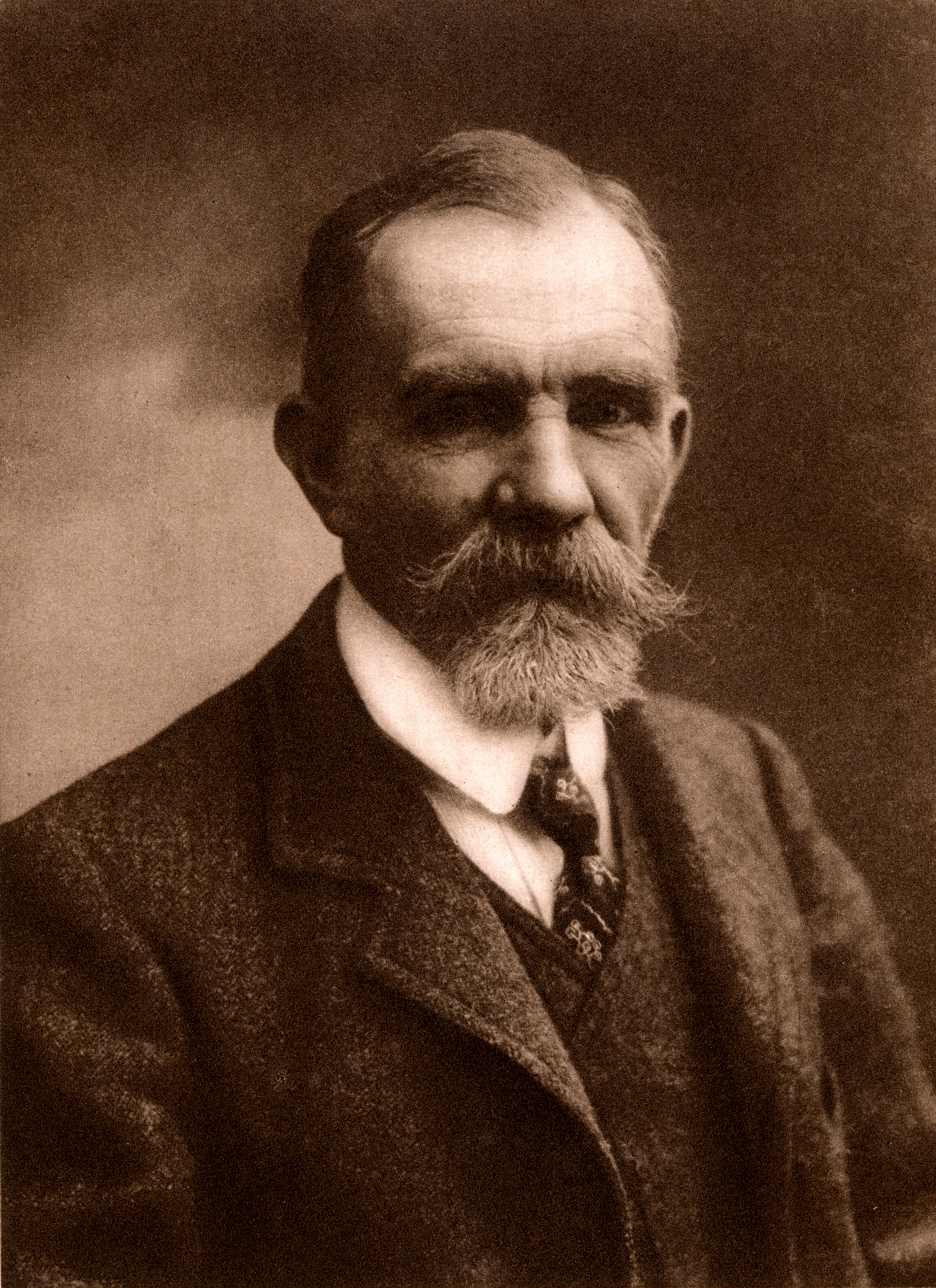
Eugène Simon
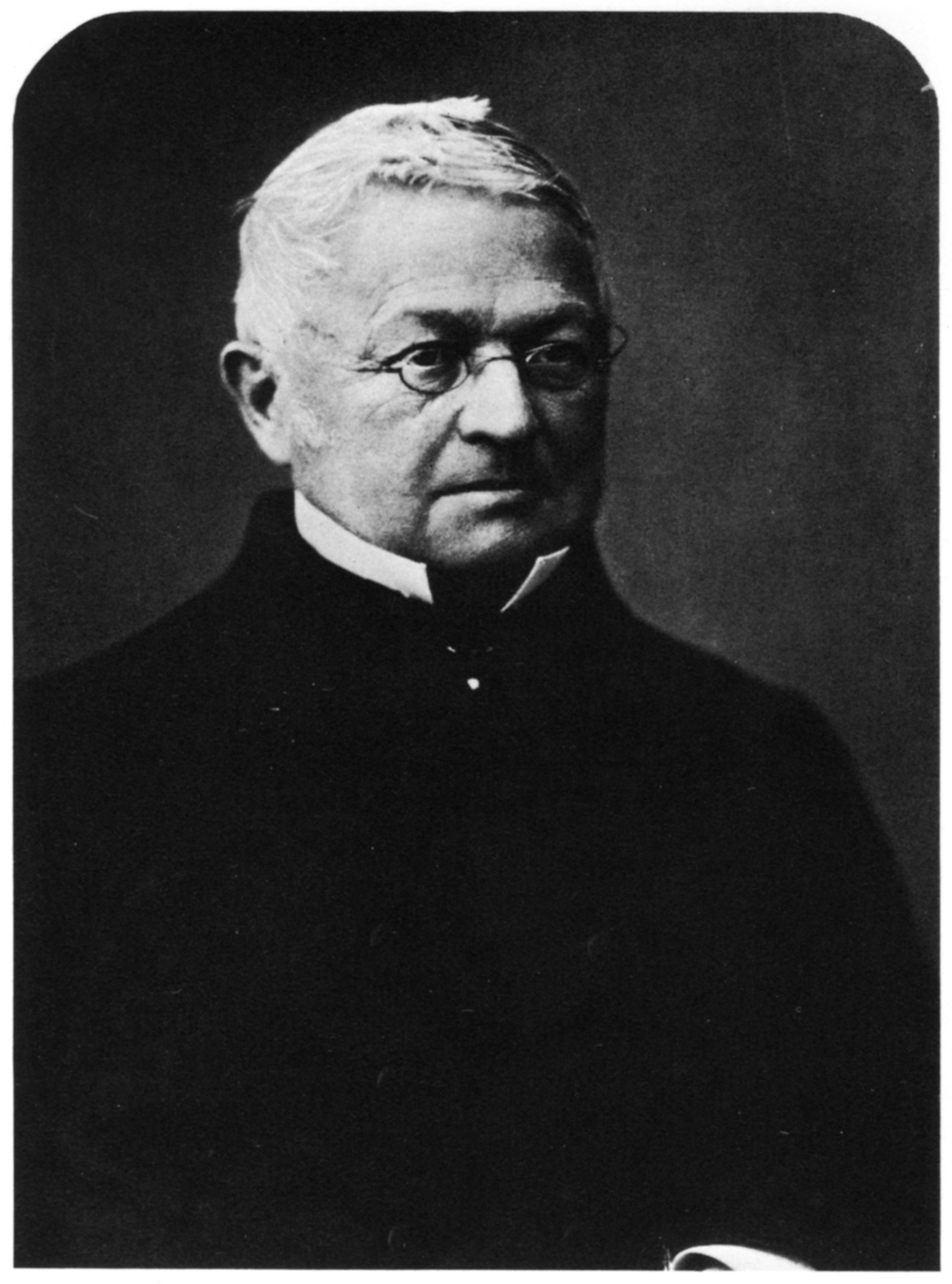
Adolphe Thiers
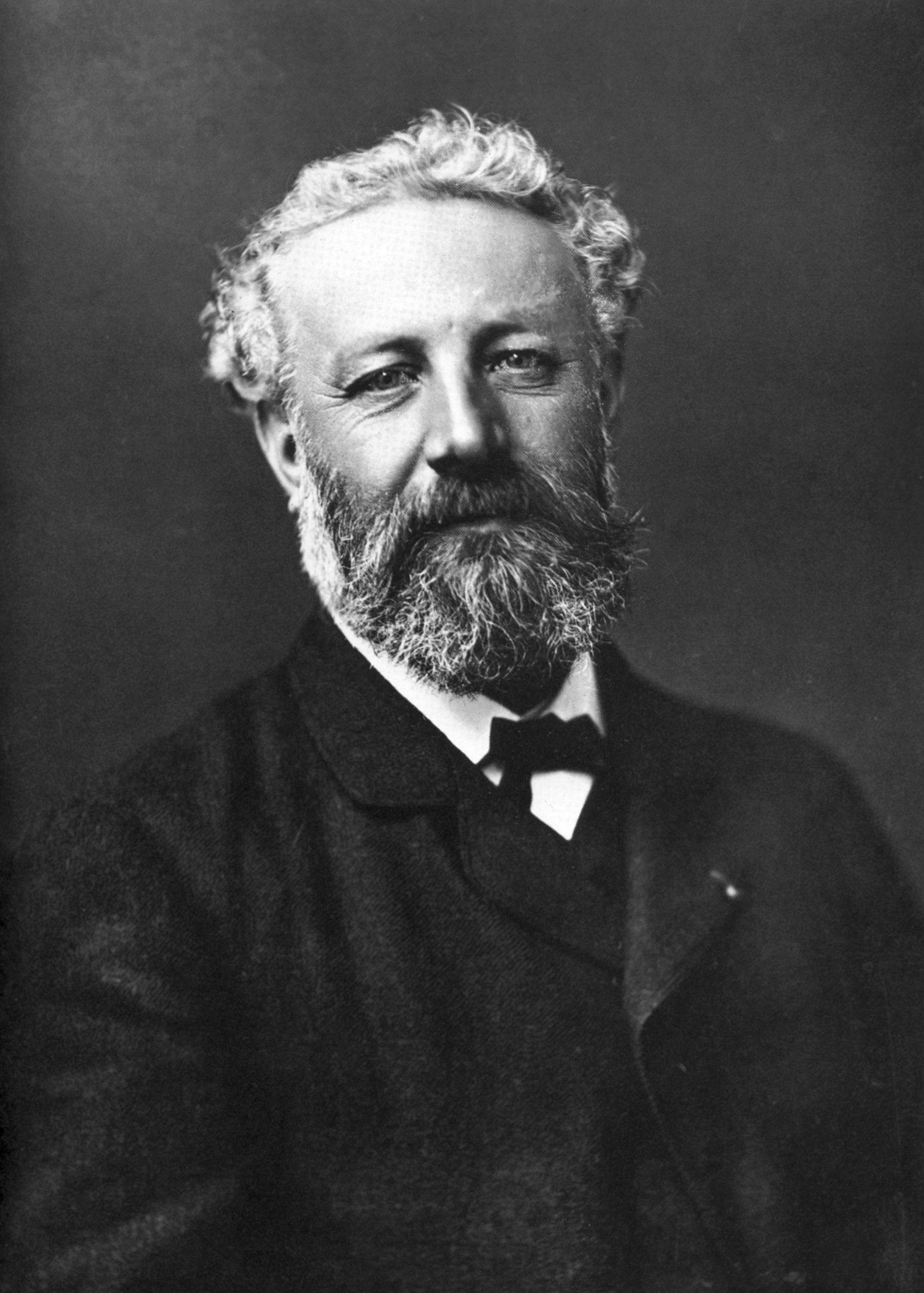
Jules Verne
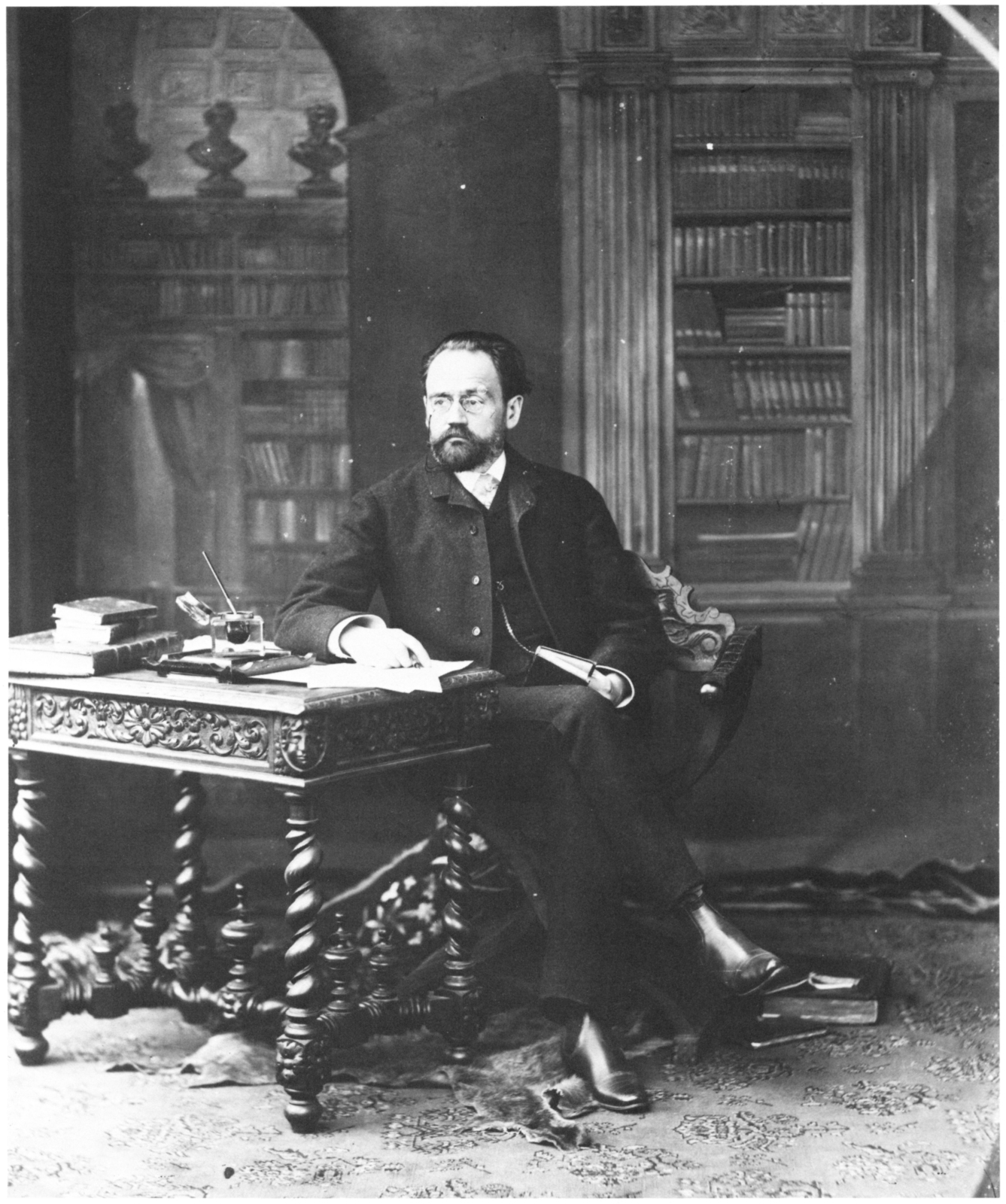
Émile Zola